# Ligne 2 du métro de Paris
Cet article fait partie d'un « bon thème » labellisé en 2011.
La ligne 2 du métro de Paris est l'une des seize lignes du chemin de fer métropolitain de Paris. Elle suit un parcours semi-circulaire au nord de la ville, situé en quasi-totalité sur les anciens boulevards extérieurs. Elle est la deuxième ligne ouverte dans la capitale : son premier tronçon est mis en service en décembre 1900 et elle est achevée en avril 1903 dans son tracé actuel entre Porte Dauphine et Nation. Elle ne connaît depuis aucune modification de son parcours.
Longue de 12,4 kilomètres, elle dessert la place Charles-de-Gaulle, les quartiers résidentiels des 16e et 17e arrondissements, les pentes de la butte Montmartre, les quartiers populaires du nord-est parisien et la place de la Nation. Elle forme, avec la ligne 6, un couple de lignes en rocade à l'intérieur de Paris.
Elle se classe au dixième rang du réseau par sa fréquentation, avec 91,52 millions de voyageurs en 2024. Sur près de deux kilomètres, elle est établie en viaduc, soit sur environ 20 % de sa longueur, avec quatre stations aériennes. En août 1903, elle connaît le plus grand drame de l'histoire du métro parisien : un incendie qui fait 84 victimes aux stations Couronnes et Ménilmontant.

Plan de la ligne.

## Histoire

### Chronologie
- 20 avril 1896 : le Conseil municipal de Paris adopte le projet de réseau de Fulgence Bienvenüe[1].
- 30 mars 1898 : déclaration d'utilité publique des six premières lignes du « chemin de fer métropolitain »[2].
- 13 décembre 1900 : ouverture du tronçon Porte Dauphine - Étoile sous l'appellation « ligne 2 Nord »[3].
- 7 octobre 1902 : prolongement jusqu'à Anvers[3].
- 31 janvier 1903 : ouverture jusqu'à la station Rue de Bagnolet (devenue en 1970 Alexandre Dumas)[4].
- 2 avril 1903 : ouverture complète de la ligne avec la fin des travaux de la station Nation, dotée d'un terminus en boucle comme à Porte Dauphine qui permet aux trains de repartir directement[JR 1].
- 10 août 1903 : un court-circuit dans une rame de type M1 à Ménilmontant provoque un incendie dont les fumées envahissent la station Couronnes. On compte 84 victimes, pour la plupart asphyxiées[5].
- 14 octobre 1907 : la ligne est simplement renommée « ligne 2 », la ligne 2 Sud ayant été intégrée à la ligne 5[3].
- 1908 : livraison des premières rames Sprague-Thomson métalliques[6].
- 1931 : reconstruction de la station Victor Hugo[7].
- juin 1981 : radiation de la dernière rame Sprague-Thomson et généralisation du MF 67[8].
- 16 mai 2005 : inauguration du système d'information en ligne (SIEL) donnant en temps réel les temps d'attente des prochaines rames[9].
- 17 janvier 2007 : entrée en phase de tests commerciaux, en conduite manuelle, d’une rame de présérie de type MF 01[10].
- 11 juin 2008 : entrée en service de la première rame de série de type MF 01[11].
- 25 mars 2011 : entrée en service de la dernière rame MF 01[12].
- 2 décembre 2016 : déraillement d'une rame à la station Barbès - Rochechouart, interrompant le trafic pendant 48 heures[13],[14].

### Naissance de la ligne

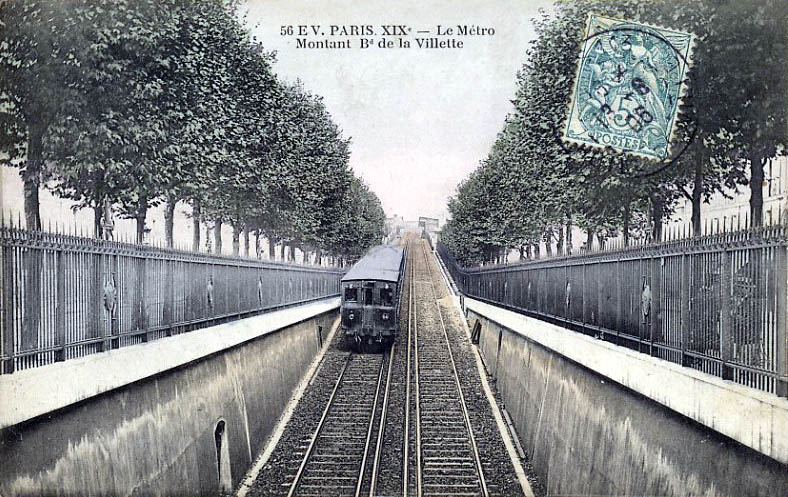
Le métro descendant sous le boulevard de la Villette.

Lors de la promulgation de la loi du 30 mars 1898 déclarant d'utilité publique les six premières lignes de métro, la Ville décide d'entreprendre en urgence la construction de la première ligne afin qu'elle soit ouverte pour l'Exposition universelle à venir en 1900. En première étape, trois lignes dénommées A, B et C doivent être réalisées, :
- A : ligne de Porte de Vincennes à Porte Dauphine ;
- B : ligne circulaire Étoile - Nation - Étoile par les anciens boulevards extérieurs ;
- C : ligne de Porte Maillot à Gambetta, empruntant les voies de la ligne B entre Étoile et Villiers.

Or, après une étude détaillée du trafic attendu, il s'avère souhaitable d'inverser les deux antennes prévues à l'ouest d'Étoile : la branche « Étoile - Porte Maillot » de la ligne C est intégrée à la ligne A, tandis que la ligne C récupère la branche « Étoile - Porte Dauphine »,. Les lignes B et C partageant la même infrastructure au nord d'Étoile, il devient alors également possible d'envoyer à Porte Dauphine les trains de la ligne circulaire, et on considère alors ce terminus comme l'origine de la ligne B,.
Très rapidement, la ligne circulaire est coupée en deux pour des raisons de simplification de l'exploitation : le tronçon de Porte Dauphine à Nation prend le nom de « ligne 2 Nord » et le tronçon de Nation à Étoile celui de « ligne 2 Sud »,. En raison de l'abandon de l'exploitation en tronc commun, la ligne C, devenue la ligne 3, est limitée à Villiers.
Le premier tronçon de la ligne 2 est construit durant la même période que la ligne 1 mais en prenant un peu de retard et les 1 600 mètres de voies sont ouverts le 3 décembre 1900,. Cette section comporte trois stations Porte Dauphine, Victor Hugo et Étoile. L'exploitation de cette ligne est composée de navettes de trois voitures. À la station Étoile, la manœuvre de retournement utilise un tiroir de manœuvre puisqu'il s'agit d'un terminus provisoire tandis qu'à Porte Dauphine, elle est effectuée grâce à une boucle de retournement,.

### Une idée originale de construction: le passage aérien
Les travaux du prolongement de la ligne 2 Nord vers Nation continuent sur la lancée du premier tronçon. Les travaux sont adjugés le 27 octobre 1900 et les travaux préparatoires, pour l'essentiel les déviations de conduites d'eau et d'égouts, sont entrepris dans la foulée. Dès le début de 1901, le creusement du tunnel est mis en chantier.

La construction de la ligne 2 Nord sur le boulevard de la Chapelle en 1901
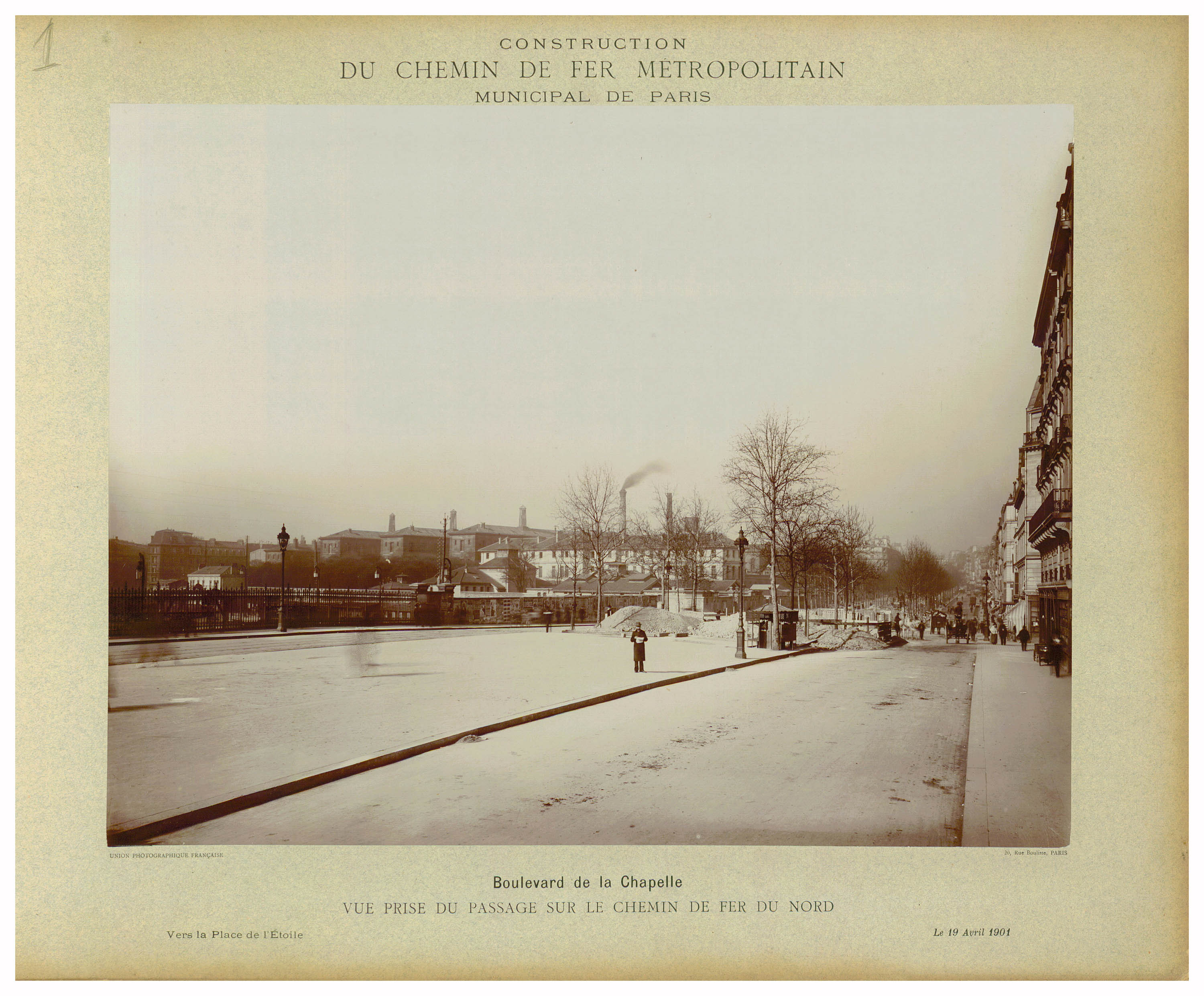
19 avril 1901.
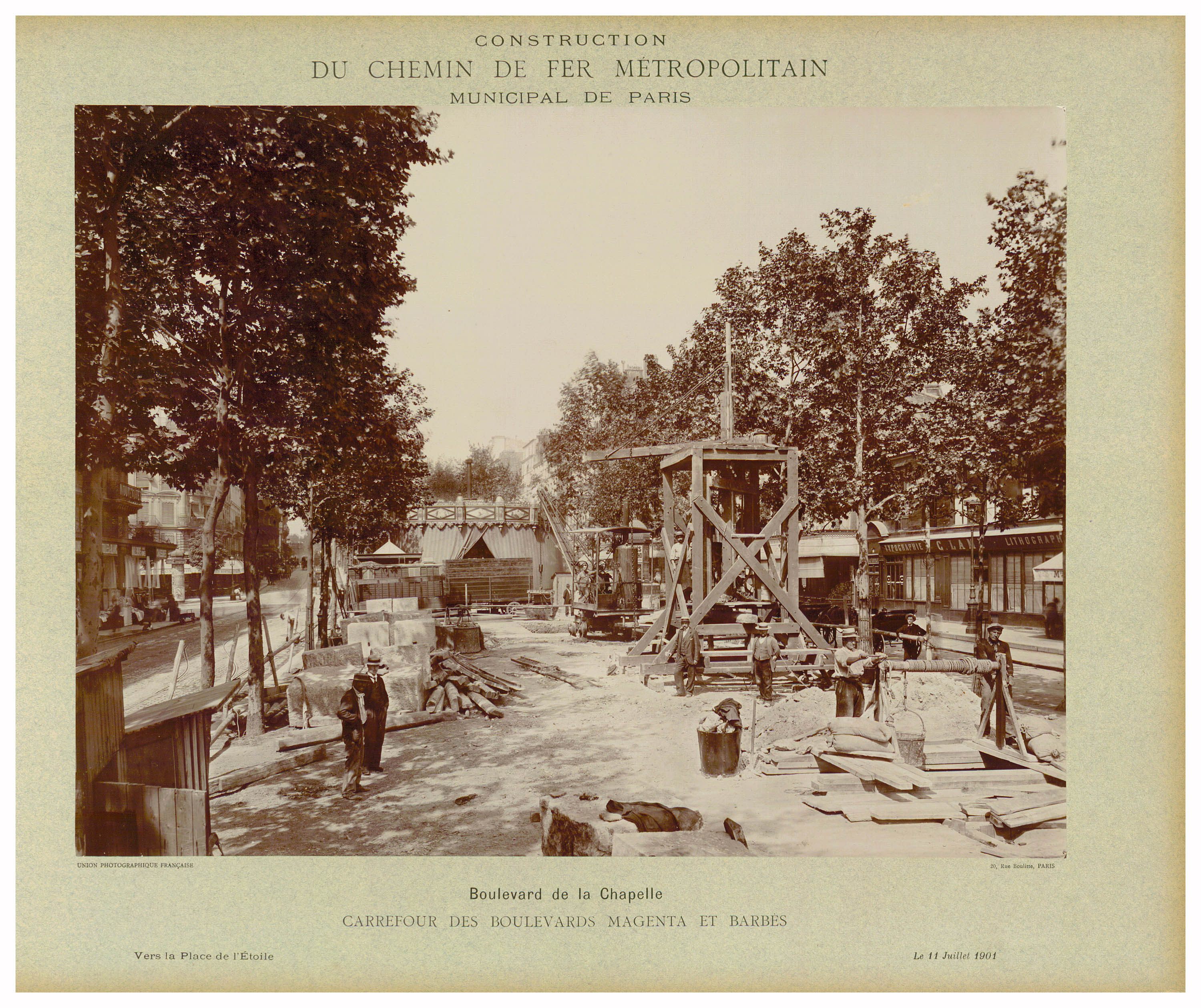
11 juillet 1901.
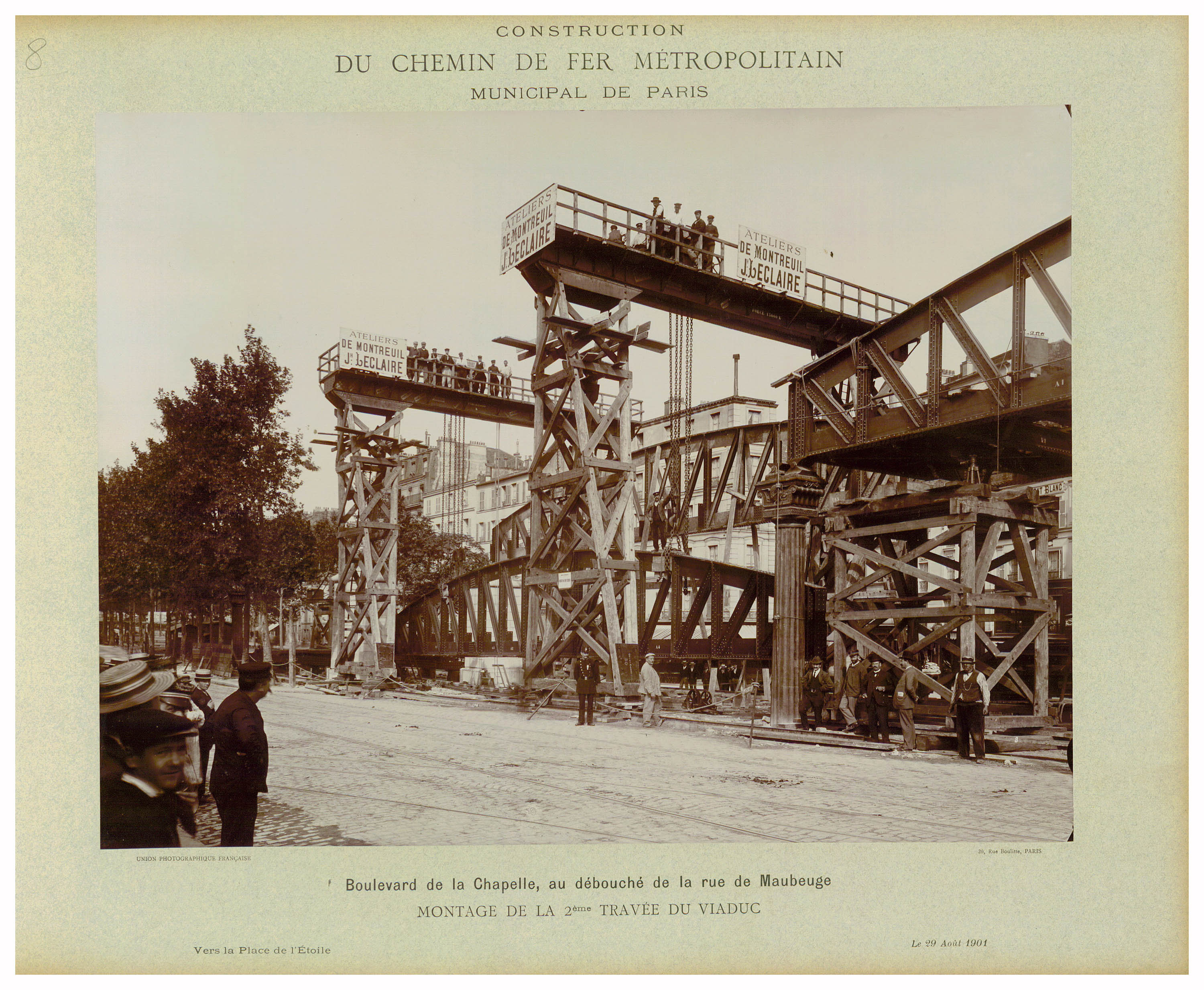
29 août 1901.
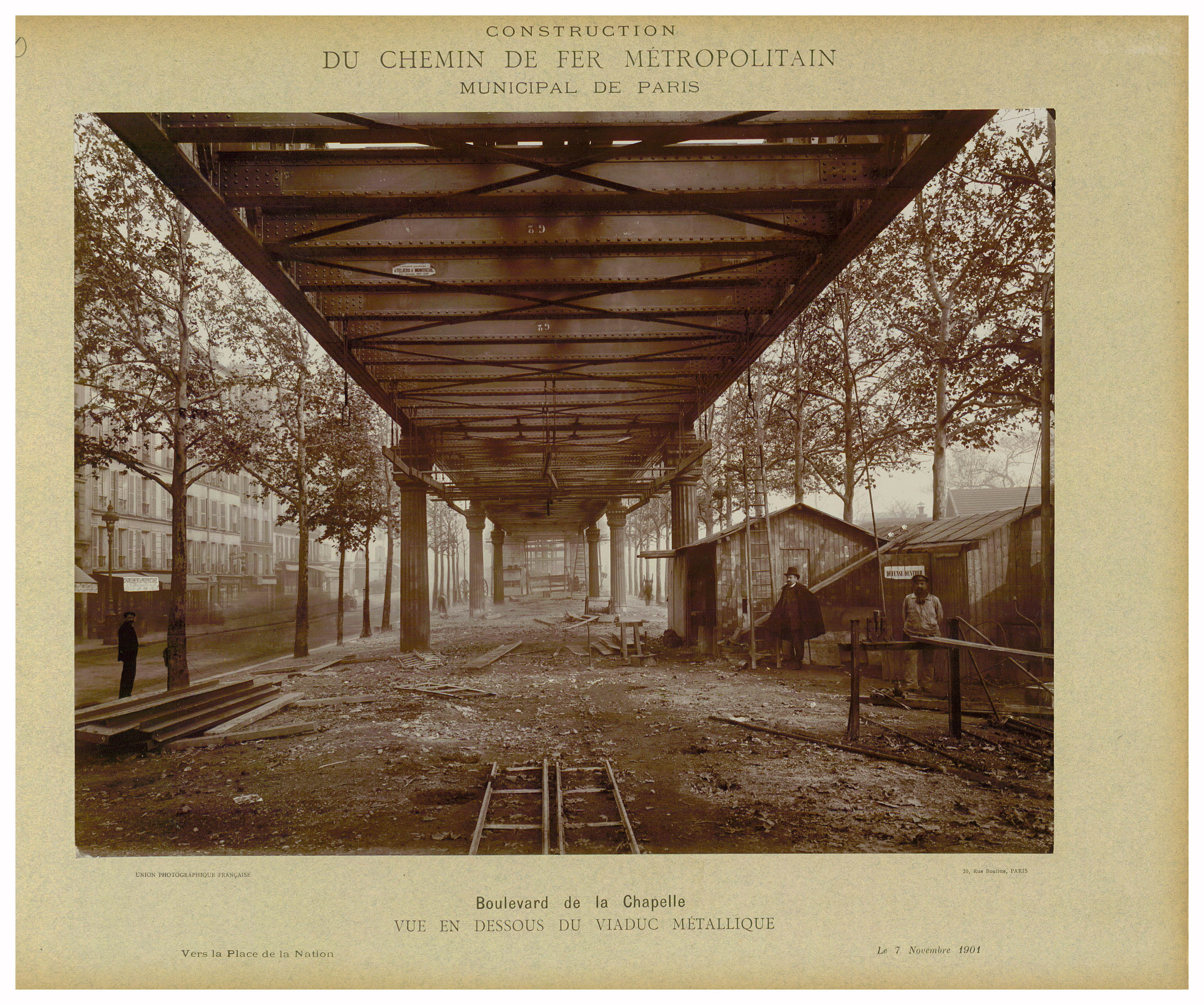
7 novembre 1901.

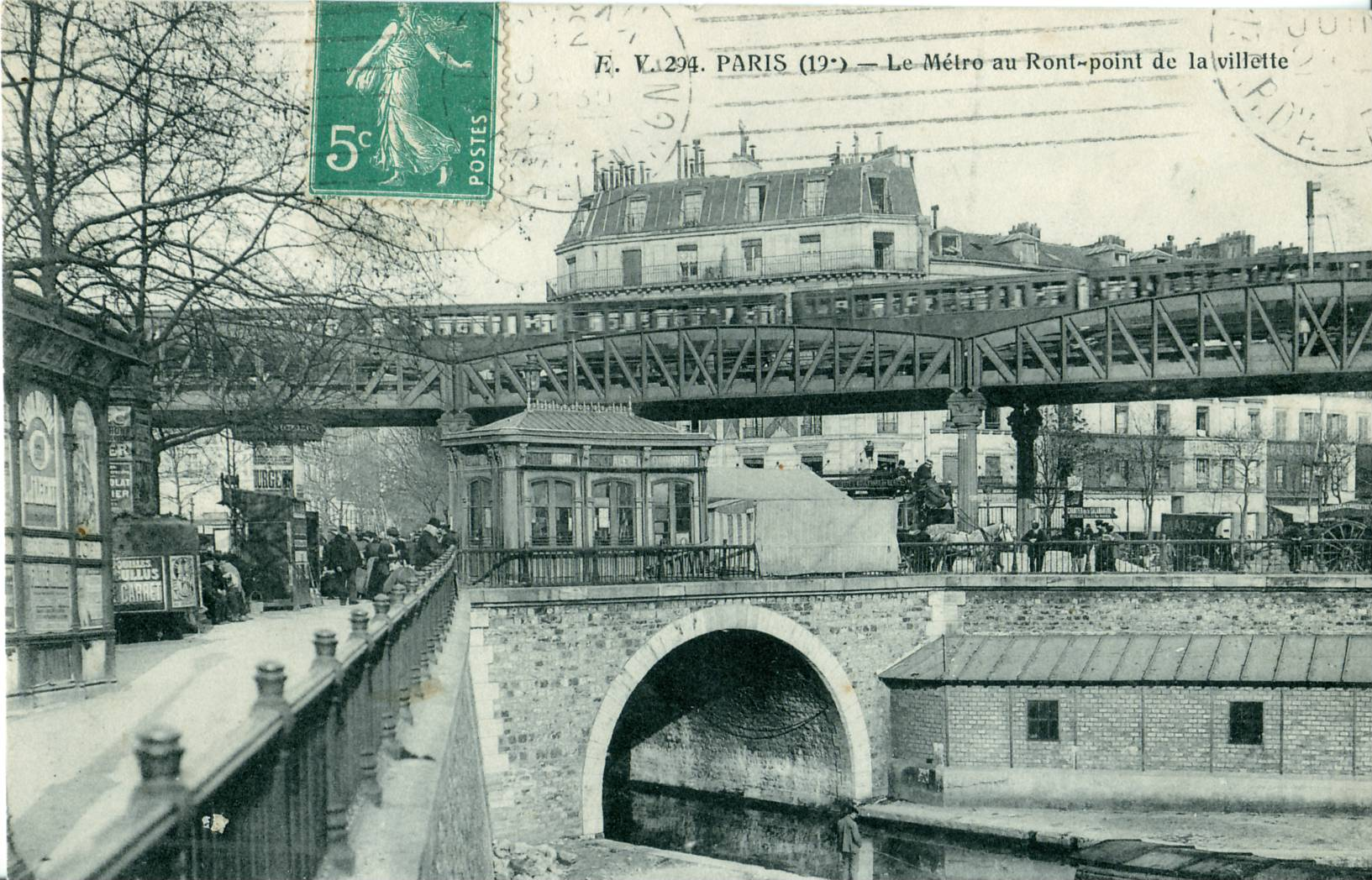
La ligne, édifiée ici en viaduc, domine le canal Saint-Martin (dans les années 1910).

Alors que la section Étoile - Anvers ne connaît pas de difficulté de réalisation et est établie en tunnel, la section Anvers - Combat (aujourd'hui Colonel Fabien) s'annonce complexe. En effet, sur cette section, la ligne doit traverser les lignes de chemins de fer de la compagnie du Nord et de la compagnie de l'Est ainsi que le canal Saint-Martin, situés dans des tranchées à faible profondeur. Franchir ces obstacles en souterrain signifierait donc creuser à grande profondeur, dans la nappe phréatique, ce qui rendrait les travaux coûteux et compliqués et donnerait à la ligne un profil en long avec de fortes rampes. Si elle permet de franchir aisément ces obstacles, la solution d'un passage aérien soulève cependant, elle aussi, une question de coût car ce type de construction est deux fois plus élevé que celui d'une voie souterraine ; mais, du point de vue des concepteurs, le parcours au grand air permettrait aux voyageurs de voir la ville autrement et apporterait un agrément au parcours. Avec la largeur des boulevards, l'implantation de la ligne ne pose aucune difficulté hormis à hauteur des carrefours importants.
A contrario, au niveau du franchissement des voies de la Compagnie des chemins de fer de l'Ouest aboutissant à la gare Saint-Lazare, le tracé est établi en souterrain car la profondeur des tunnels des Batignolles, dont l'intrados est situé à environ 7 m sous la chaussée, laisse juste l'espace suffisant pour insérer le tunnel entre les deux, à fleur de sol.
À l'image de la ligne 1, la ligne 2 est construite pour l'essentiel à fleur de terre, directement sous la chaussée. En revanche, elle innove avec un parcours de près de deux kilomètres en viaduc, soit environ 20 % de sa longueur. Les stations, au nombre de vingt-cinq dont quatre aériennes, sont également un peu plus proches les unes des autres que celles de la ligne 1. Toutes les stations souterraines sont voûtées, à l'exception de Nation et Rome, construites avec une couverture métallique,.

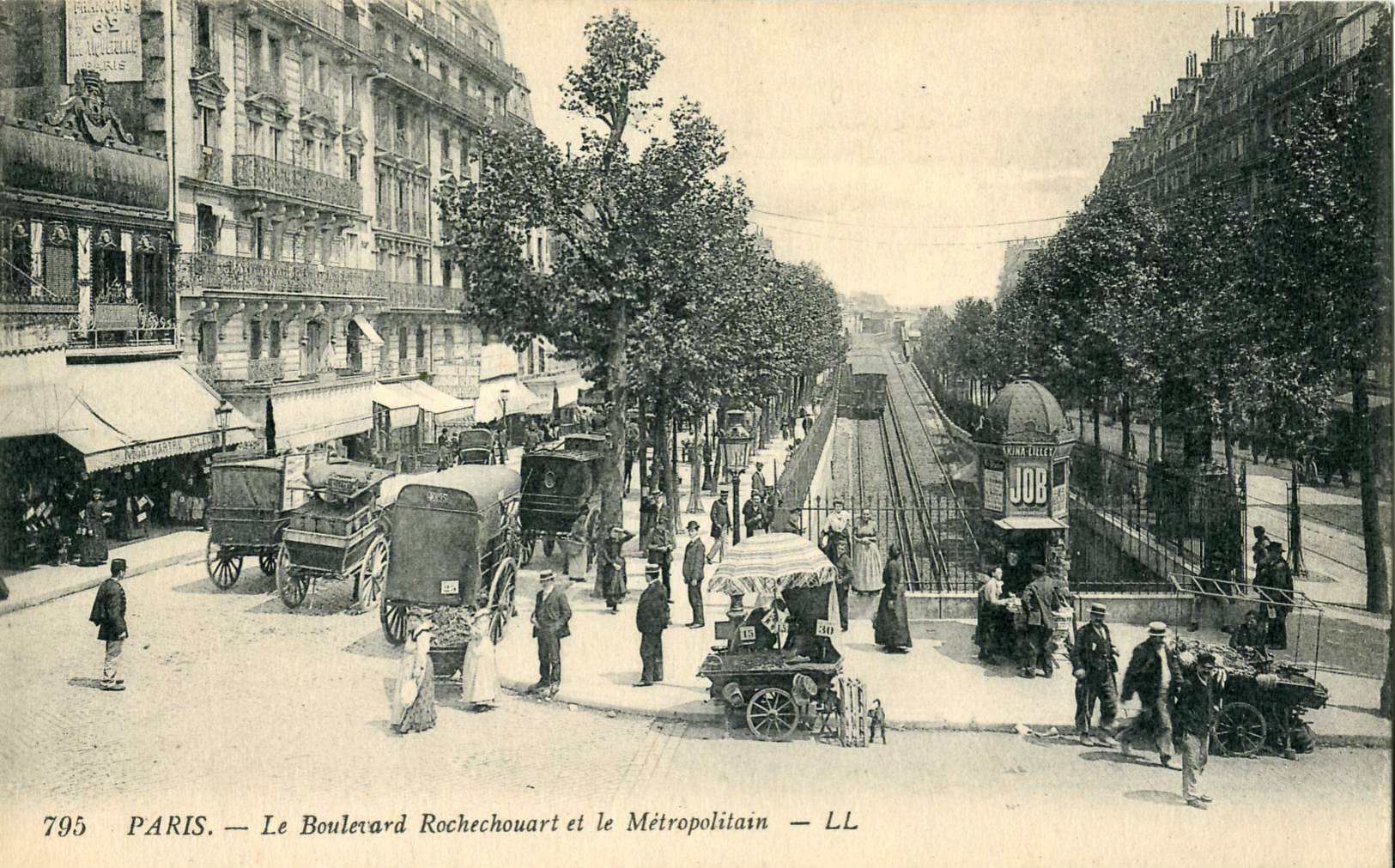
La ligne 2 au centre du boulevard de Rochechouart (dans les années 1910).

Les travaux sont répartis en neuf lots attribués à cinq entreprises sélectionnées par un concours. Les trois lots du centre concernent la partie aérienne. Dans sa partie centrale, la ligne traverse d'anciennes carrières de gypse, ce qui impose d'importants travaux de soutènement, autant pour le tunnel que pour le viaduc. Les stations Anvers et Combat de même que les appuis des viaducs sont fondés sur des puits maçonnés, foncés jusqu'au sol résistant. Celui-ci est parfois situé quinze à vingt mètres plus bas, ce qui porte le nombre de puits à plus de 1600,.
Les viaducs comportent des travées métalliques de longueurs comprises entre 19,48 mètres à 27,06 mètres, seuls les passages importants ayant des travées plus longues : 35,89 mètres pour le franchissement du boulevard Barbès, 43,47 mètres pour la rue d'Aubervilliers et 75,25 mètres pour passer au-dessus des voies des compagnies de chemins de fer. Leur construction doit aussi respecter les utilisateurs des voiries de l'époque que sont les tramways à impériales et les véhicules de pompiers à échelle ; il faut aussi limiter les dénivelés d'accession aux stations ce qui aboutit à une hauteur libre de 5,20 mètres entre la voirie et les poutres. Les piliers sont en fonte ou en maçonnerie et leur implantation est adaptée au cheminement des piétons.
L'ouverture des différentes sections se fait par étapes et commence par la section ouest en tunnel, achevée la première durant l'été 1902, en raison des difficultés de montage du viaduc. Le 7 octobre 1902 la section Étoile - Anvers est mise en service, le service déjà existant de Porte Dauphine à Étoile étant prolongé jusqu'à cette station ; ce prolongement d'une ligne existante est le premier de l'histoire du métro. Quelques stations encore inachevées n'ouvrent que quelques semaines plus tard. La station Anvers est équipée d'une communication permettant un simple changement de voie par rebroussement.
Au-delà, le terminus prévu à Nation est encore remanié, et la complexité des travaux à réaliser impose d'attendre plusieurs mois avant de mettre en service la ligne entière. Le 31 janvier 1903, la section Anvers - Rue de Bagnolet est ouverte et, enfin, la totalité de la ligne jusqu'à Nation, le 2 avril 1903. Certaines stations encore inachevées en 1902 ouvrent en même temps que le prolongement à Nation. Comme Porte Dauphine, le terminus de Nation dispose d'une boucle de retournement permettant au trains de repartir directement, ainsi que de plusieurs raccordements avec la ligne 1 et d'un vaste garage sous le Cours de Vincennes offrant un accès direct à l'atelier de Charonne.
Depuis cette date, la configuration de la ligne n'a pas évolué. Si le procédé de passage en viaduc demeure rare sur le réseau, il a également été utilisé par la suite pour les lignes 5 et 6 et plus récemment sur les sections de banlieue des lignes 8 et 13, toujours dans l'objectif de réduire les coûts de construction et de franchir des obstacles géographiques avec un dénivelé le plus faible possible.

### La tragédie de Couronnes

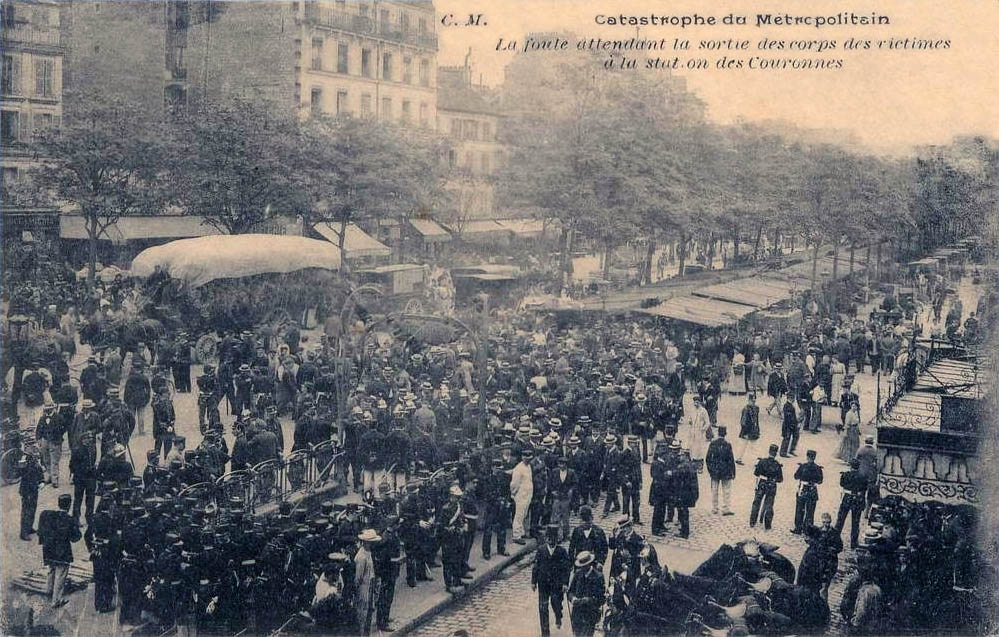
La catastrophe du Métropolitain, station Couronnes : la foule attendant la sortie des victimes.

À peine quelques mois après l'ouverture du prolongement à Nation, la ligne connaît le plus grand drame de l'histoire du métro parisien, catastrophe qui aura d'importantes répercussions sur l'exploitation du réseau. Un incendie se déclare le 10 août 1903 à cause d'un court-circuit sur une rame à la station Barbès. La rame est évacuée et l'incendie maîtrisé sans que cela n'ait de conséquences graves, puisque la station se trouve en extérieur.
Afin de ne pas bloquer le réseau, la rame continue son parcours à vide vers Nation, où elle pourra être garée et inspectée. À partir de la station Combat, première station de la section souterraine, elle est rejointe et poussée par la rame qui arrivait derrière, évacuée à son tour à Allemagne par sécurité. Mais à l'entrée de la station Ménilmontant, le feu reprend avec rage sans qu'on puisse l'éteindre. Quelques passagers y trouvent la mort, tandis que les survivants s'enfuient par la sortie ou par le tunnel. Au même instant, la rame suivante, qui avait ramassé les quelque trois-cents voyageurs des deux rames évacuées, arrive à Couronnes,. Mais averti de la reprise de l'incendie, le conducteur ne redémarre pas et prie les usagers de descendre afin d'évacuer la station par les escaliers. Si la plupart des passagers obtempèrent, certains préfèrent rester dans le train en attendant la reprise du trafic. Alors que la foule gravit les marches, une personne commence à réclamer le remboursement des billets. Trouvant cela légitime, une partie des voyageurs revient alors sur ses pas, se rassemble et interroge le conducteur qui ne sait pas quoi répondre. La foule s'énerve, proteste et moleste même le personnel.

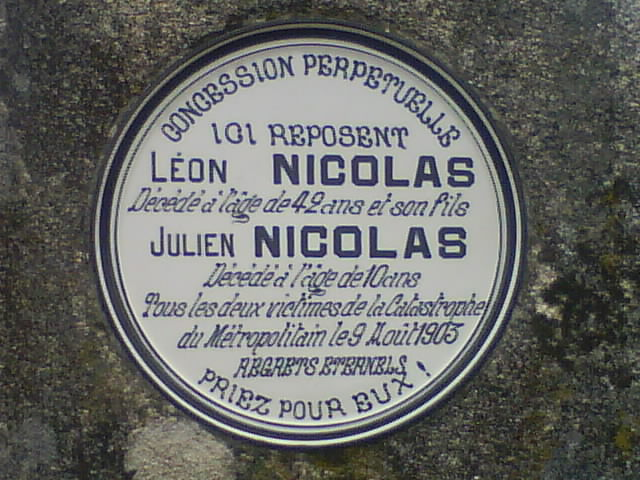
Plaque tombale en mémoire de deux victimes à Châlus.

Si le feu reste circonscrit à la station Ménilmontant évacuée, la fumée se propage rapidement dans le tunnel en raison d'un appel d'air créé par la section aérienne, avant de jaillir soudainement dans la station Couronnes, du côté de la tête du train où se trouvent les protestataires. Certains passagers parviennent à s'enfuir in extremis, mais, aveuglée, par réflexe, la majorité du groupe fuit la fumée vers l'autre extrémité du quai, malheureusement sans issue. Sous l'effet de la chaleur, les câbles d'alimentation fondent et les voyageurs se retrouvent dans l'obscurité totale. La foule, prise au piège contre le tympan, succombe petit à petit aux fumées toxiques dans une indescriptible bousculade. Quelques heures plus tard, lorsque la chaleur leur permet enfin d'entrer dans la station, les pompiers comptent 77 corps, entassés les uns sur les autres. Le bilan total est de 84 morts : deux victimes ont été retrouvées dans le tunnel entre Ménilmontant et Père-Lachaise, sept à Ménilmontant, la majorité ayant été carbonisée, et 75 à Couronnes, tous asphyxiés par les fumées toxiques.

Le choc est considérable : dès le lendemain, la fréquentation du métro accuse une baisse de fréquentation de 40%. La CMP et la Ville de Paris, respectivement responsables de l'exploitation et de la conception du réseau, sont immédiatement forcées par les autorités de prendre des mesures drastiques pour éviter qu'un tel drame ne puisse se reproduire. La conception du matériel de l'époque, le matériel à essieux parallèles, est rapidement mise en cause. Il est presque entièrement en bois et, de plus, le contrôle de puissance de traction est direct : toute l'intensité électrique de l'alimentation des moteurs passe sous le plancher de toutes les voitures, facilitant par là les incendies en cas de court-circuit. Ceci accélère la conception et la mise en service des rames Sprague-Thomson. L'alimentation électrique était la même pour les trains et l'éclairage. Ainsi, quand le courant a été coupé, les personnes sur les quais se sont retrouvées dans l'obscurité totale. Il est donc décidé de créer deux réseaux électriques, un pour la puissance de traction, l'autre pour l'éclairage, noyé dans le ballast afin d'être protégé en cas de sinistre. Des blocs lumineux de secours « Sortie » alimentés spécifiquement sont installés sur les quais et l'éclairage des tunnels est rendu obligatoire. L'alimentation électrique est découpée en sections pour ne pas paralyser toute une ligne en cas d'incident. Les éléments de traction sont protégés par des fusibles. 

### La ligne jusqu'à nos jours

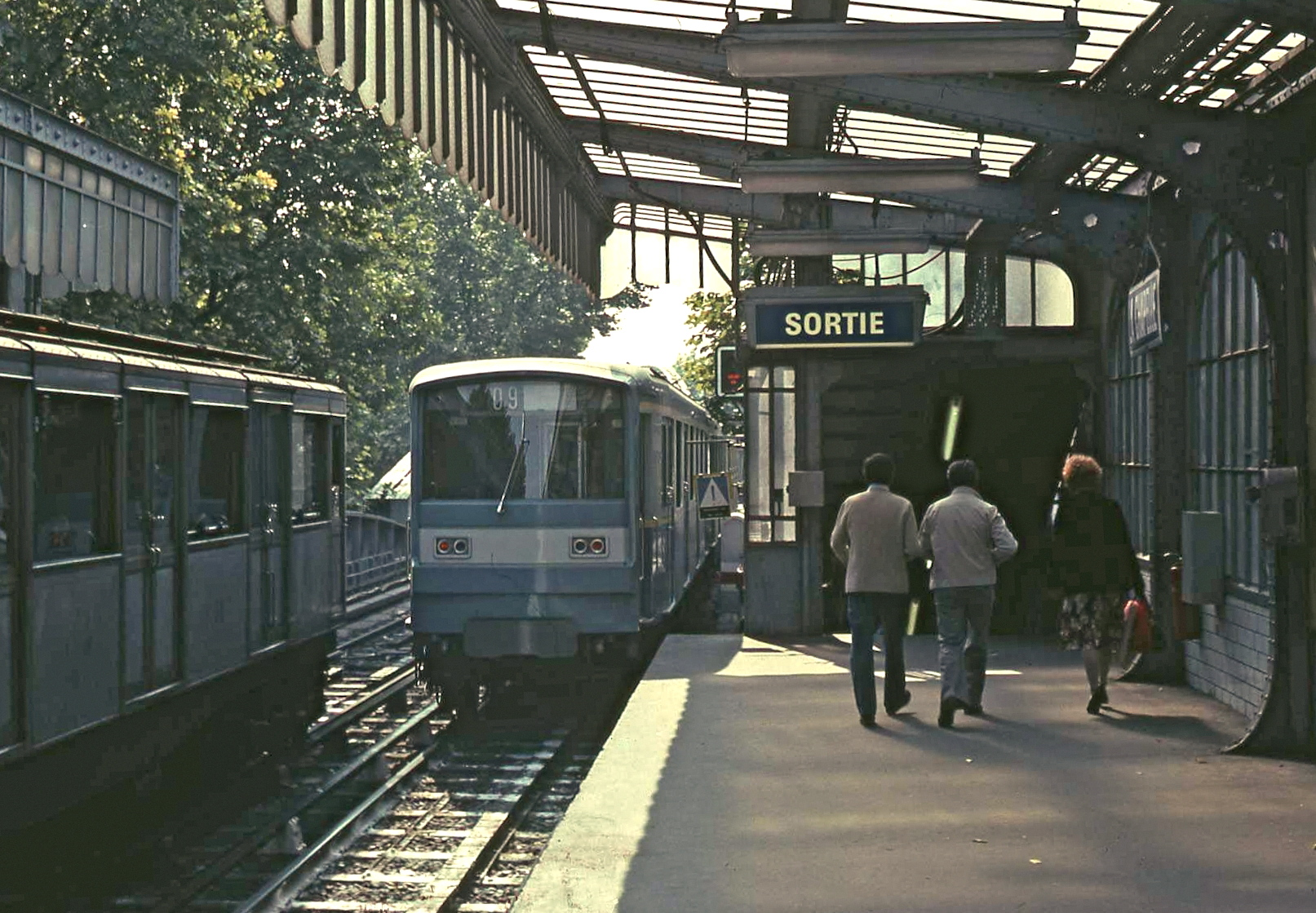
Croisement d'une rame Sprague-Thomson et d'un MF 67 à la station La Chapelle, en 1979.

La désignation « ligne 2 Nord » est plus simplement remplacée par « ligne 2 » le 14 octobre 1907, la « ligne 2 Sud » ayant été intégrée à la ligne 5, dont cette dernière fusionnera son tronçon « Étoile - Place d’Italie » plus tard avec la ligne 6. Après la tragédie de Couronnes, les rames en bois sont progressivement remplacées et la ligne est équipée du matériel Sprague-Thomson jusqu'en 1981.

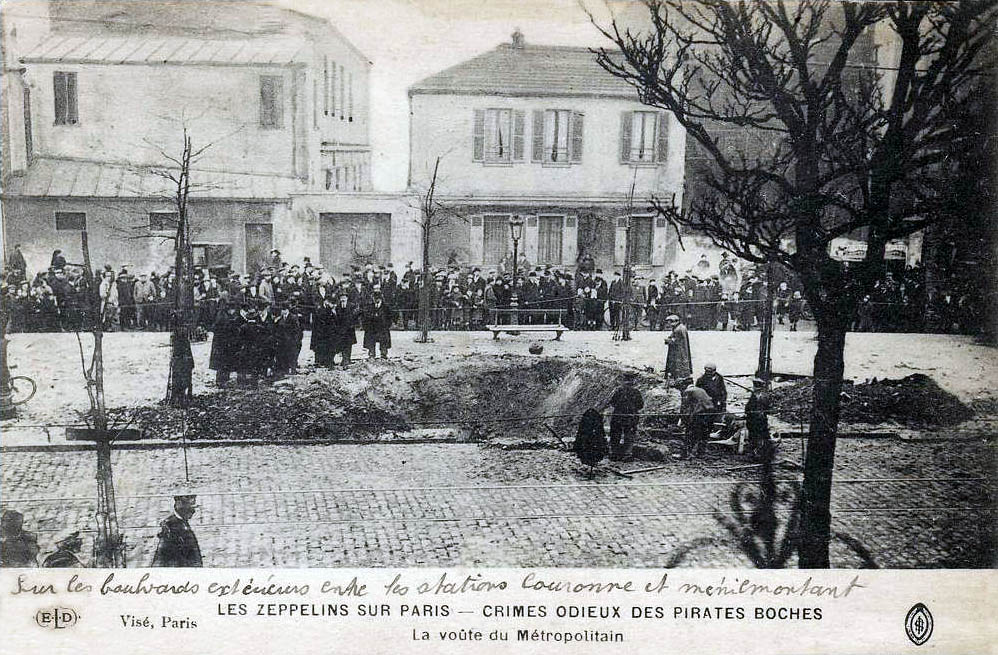
Les zeppelins sur Paris : la voûte du Métropolitain crevée par une bombe en 1916.

Après les bombardements que subit Paris lors de la Première Guerre mondiale, les lignes de métro aériennes sont contraintes d'observer des mesures de défense passive imposées par les pouvoirs publics. Afin d'être moins visibles, les trains ne sont plus éclairés la nuit que par des lampes bleues de février à juillet 1918. Mais dans les tronçons souterrains des lignes, les trains présentent un aspect tellement sinistre que les réclamations affluent, tant de la part du personnel que des voyageurs. La compagnie du chemin de fer métropolitain de Paris (CMP) est alors autorisée à procéder à des modifications électriques : les voitures sont éclairées par une série de cinq lampes blanches le jour et une de cinq lampes bleues la nuit, la troisième série demeurant éteinte par mesure d'économie.
Le 29 janvier 1916, vers 22 h, un zeppelin bombarde le boulevard de Belleville, tuant 26 civils. Les bombes laissent un cratère de 12 m de profondeur et crèvent la voûte du tunnel. Par miracle, la dernière rame était passée deux minutes auparavant et les voyageurs sont sains et saufs. La brèche, transformée en 1918 en bouche d'aération, est toujours visible de nos jours. Dans la nuit du 30 au 31 janvier 1918, c'est le viaduc à proximité de la station Jaurès qui est légèrement endommagé, sans que cela n'interrompe l'exploitation.
Lors de la démolition du tunnel des Batignolles, entreprise entre 1923 et 1925, les ingénieurs se heurtent à une difficulté majeure : le tunnel de la ligne le franchit perpendiculairement en passant au-dessus à faible profondeur. Ce tronçon de la ligne est alors reconstruit dans un caisson métallique qui est ensuite intégré au pont routier franchissant la tranchée nouvellement créée.
En 1931, la station Victor Hugo, initialement positionnée dans une courbe de très faible rayon, est reconstruite sur une section rectiligne située au nord-est de la station d'origine. Cette reconstruction était rendue nécessaire par l'arrivée d'un nouveau matériel roulant dont les voitures, plus longues, laissaient dans la courbe apparaître un espace entre les voitures et le quai, espace jugé trop large pour que les quais soient utilisés sans danger pour les voyageurs.
En 1942, lorsque la ligne 6 reprend le tronçon « Étoile - Place d’Italie », la ligne 2 devient symétrique à la ligne 6 avec ses stations « Charles de Gaulle - Étoile » et «Nation » au nord et au sud.
Comparativement à la plupart des autres lignes, la ligne 2 connaît peu d'évolutions au fil des ans. Sa modernisation est entreprise à partir des années 1970 : elle est équipée d'un poste de commande centralisé (PCC) en 1973, puis le matériel Sprague-Thomson commence à être remplacé par des MF 67 à partir de 1979. En 2007, ont lieu des essais commerciaux, entre 10 h et 16 h, de la rame de pré-série du MF 01, suivie le 11 juin 2008 par la première rame de série. Les MF 67 sont peu à peu remplacés, la dernière rame MF 01 étant livrée en mars 2011.
Le 2 décembre 2016, une rame déraille au niveau de la station Barbès - Rochechouart, sans faire de victime mais bloquant le trafic pendant 48 heures sur une partie de la ligne. Le déraillement a été provoqué par la chute d’un coffre onduleur du train situé sous la caisse d’une voiture. Les coffres de toutes les rames du même type ont été vérifiés, sans détecter d'autre anomalie. La chute de cet organe est due à la rupture de ses quatre pattes de fixation, causée par des contraintes trop importantes, provoquées par les vibrations du ventilateur, ainsi que d'autres, inhérentes au montage, et dont la valeur n'avait pas été mesurée auparavant. Par ailleurs, ces vibrations ont été amplifiées par une fissuration à la longue des plots amortisseurs des fixations.

## Tracé et stations

### Tracé
La ligne 2 naît à l'ouest à la station Porte Dauphine, dans le 16e arrondissement de Paris. Cette station terminus est l'une des seules du réseau à avoir conservé sa disposition d'origine : elle ne dispose pas d'arrière-station car celle-ci est composée d'une boucle à voie unique avec un rayon de courbure de 30 mètres, le plus faible du réseau, qui relie les deux demi-stations d'arrivée et de départ. Chacune d'elles possède une voie de circulation et une voie de garage en impasse.
La ligne se dirige en direction de la place Charles-de-Gaulle et monte en rampe de 34,5 ‰ vers la station Victor Hugo. Celle-ci a été déplacée en 1931, car elle se trouvait dans une courbe depuis sa construction. Elle est maintenant située en ligne droite après le virage. L'ancienne station abandonnée est toujours visible. Après être passée sous la boucle de la ligne 6, puis les stations accolées de cette dernière et la ligne 1, la ligne 2 parvient à Charles de Gaulle - Étoile après sa plus longue interstation, de 893,4 m. Elle prend ensuite la direction des anciens grands boulevards extérieurs.
Suivant l'avenue de Wagram et après une pente suivant la topographie de la colline de Chaillot, elle dessert la station Ternes, en courbe, puis, suivant le boulevard de Courcelles, les stations Courcelles et Monceau. Elle passe ensuite au-dessus des deux tunnels à voie unique de la ligne 3 avant d'arriver à Villiers. Après cette station, et depuis la démolition du tunnel des Batignolles en 1925, le métro s'insère dans le tablier du pont qu'emprunte le boulevard des Batignolles pour passer au-dessus des voies SNCF de la gare Saint-Lazare. Elle parvient alors à la station Rome, réalisée à fleur de sol à l'emplacement de l'ancien aqueduc de l'Ourcq. En continuant en rampe vers Nation sous le boulevard de Clichy, la ligne passe au-dessus des voies de la ligne 13, dessert les stations Place de Clichy et Blanche, dépasse une voie d'évitement en impasse du côté nord, puis passe au-dessus de la ligne 12 et arrive à la station Pigalle.
Après un raccordement avec les lignes 4 et 5 et la station Gare du Nord USFRT, la ligne, maintenant située sous le boulevard Marguerite-de-Rochechouart, rejoint la station Anvers et commence son parcours aérien qui se termine avant la station Colonel Fabien. Après une pente d'ascension de 40 ‰ puis un court palier, elle dessert la station Barbès - Rochechouart et croise la ligne 4 située en souterrain.
Puis la ligne se poursuit jusqu'à La Chapelle après une longue interstation de 725 m qui permet de franchir les voies ferrées de la gare du Nord grâce à deux viaducs d'une portée de 75,25 m. Elle atteint la station Stalingrad après avoir franchi la tranchée des voies de la gare de l'Est par un unique viaduc d'une portée de 75,25 m et suivi en parallèle le tunnel de la ligne 5, situé ici en profondeur sous le boulevard de la Chapelle.
Toujours en viaduc, elle croise la ligne 7 située en tunnel, traverse le canal Saint-Martin et le bassin de la Villette, où se succèdent courbe et contre-courbe de 75 m de rayon afin d'éviter la rotonde de l'architecte Claude-Nicolas Ledoux. Après avoir croisé la ligne 7 bis également située en tunnel, elle atteint alors la dernière station aérienne du parcours, Jaurès.
Revenue en souterrain sous le boulevard de la Villette grâce à une pente de 40 ‰, la ligne dessert les stations Colonel Fabien puis Belleville, après avoir dépassé une voie d'évitement en impasse du côté ouest. Elle passe au-dessus de la ligne 11 et dessert les stations Couronnes et Ménilmontant, situées sous le boulevard de Belleville. Ensuite, la ligne passe sous la ligne 3 juste avant la station Père Lachaise et se poursuit sous le boulevard de Ménilmontant après un raccordement avec cette dernière ligne. Elle dessert ensuite, sous le boulevard de Charonne, les stations Philippe Auguste, Alexandre Dumas et Avron.
Peu après, la ligne passe au-dessus du tunnel de la ligne 9 et emprunte une courbe pour arriver dans l'arrière-station de Nation dont la configuration est très complexe, car elle comporte de nombreuses positions de garage. La ligne atteint enfin le terminus Est composé d'un quai central qui reçoit les arrivées et les départs, situé sur une boucle positionnée sous la place de la Nation. À l'Ouest, un raccordement relie la boucle à la ligne 9, tandis qu'à l'Est, les voies sont reliées à un faisceau de garage situé sous le cours de Vincennes, qui se poursuit en voie unique vers l'atelier de maintenance de Charonne. Deux raccordements avec la ligne 1 ont été déposés en 2009 dans le cadre de l'automatisation de cette dernière.

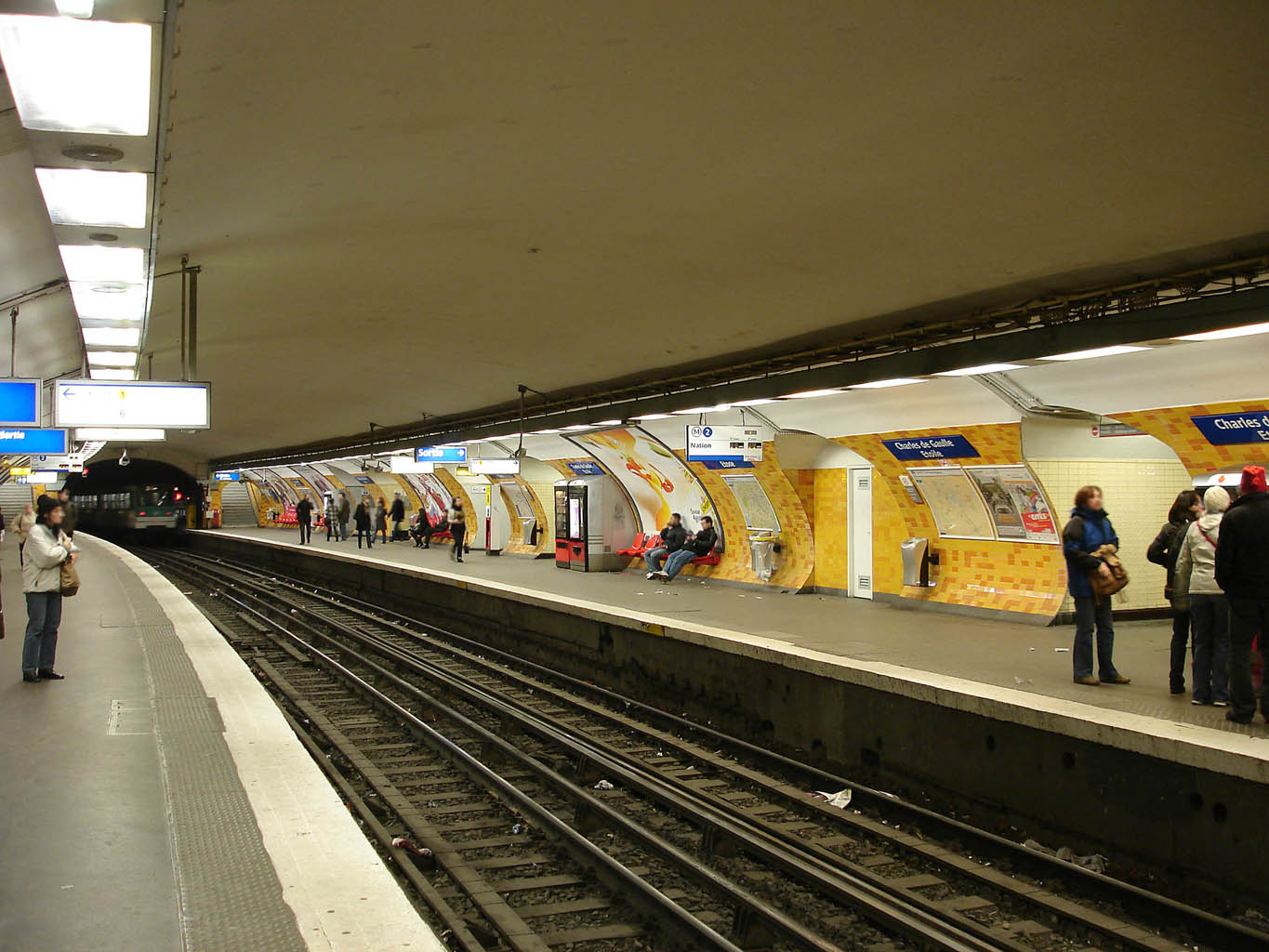
La station Charles de Gaulle - Étoile est décorée en style « Mouton ».
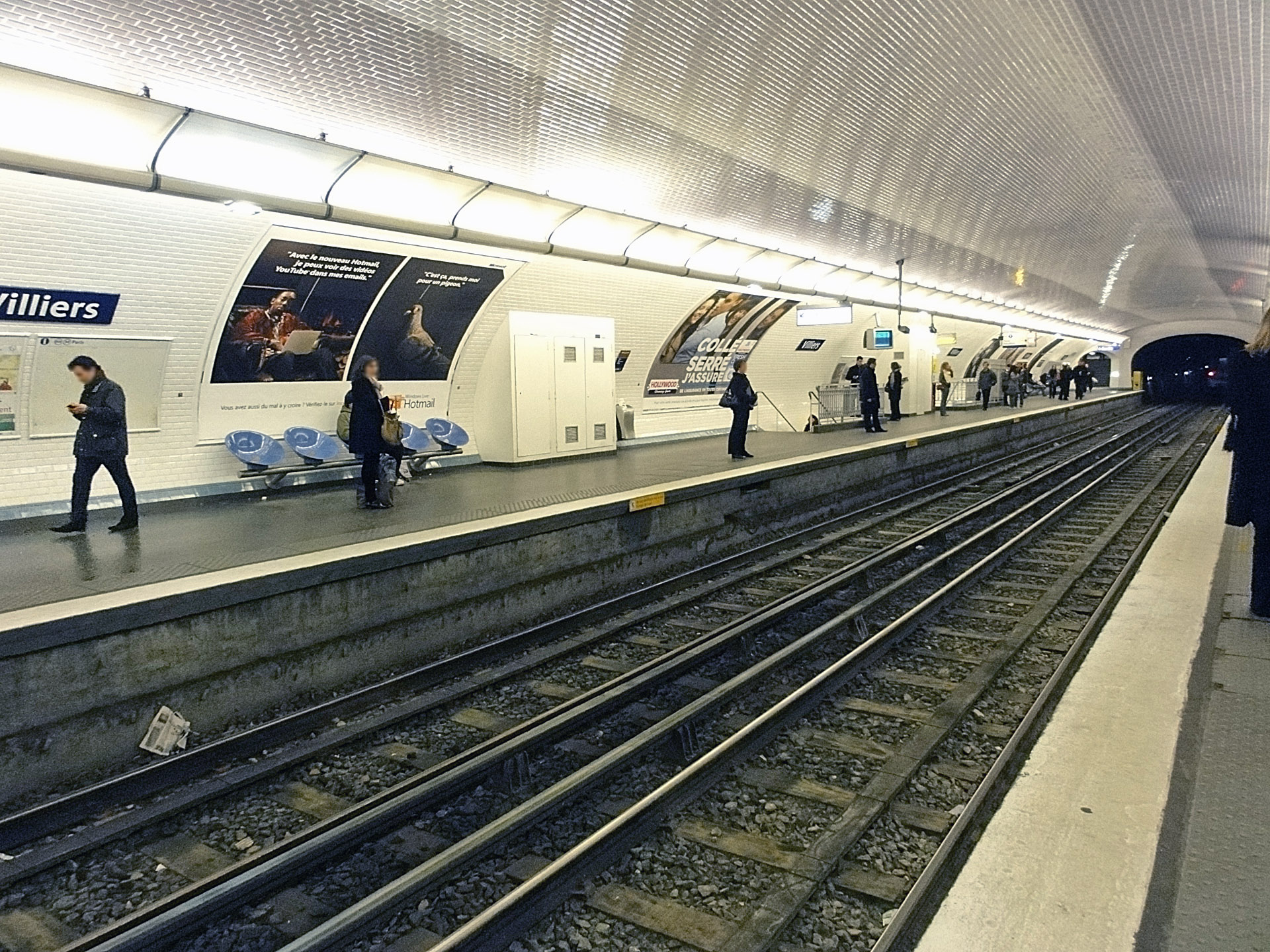
La station Villiers après sa rénovation.
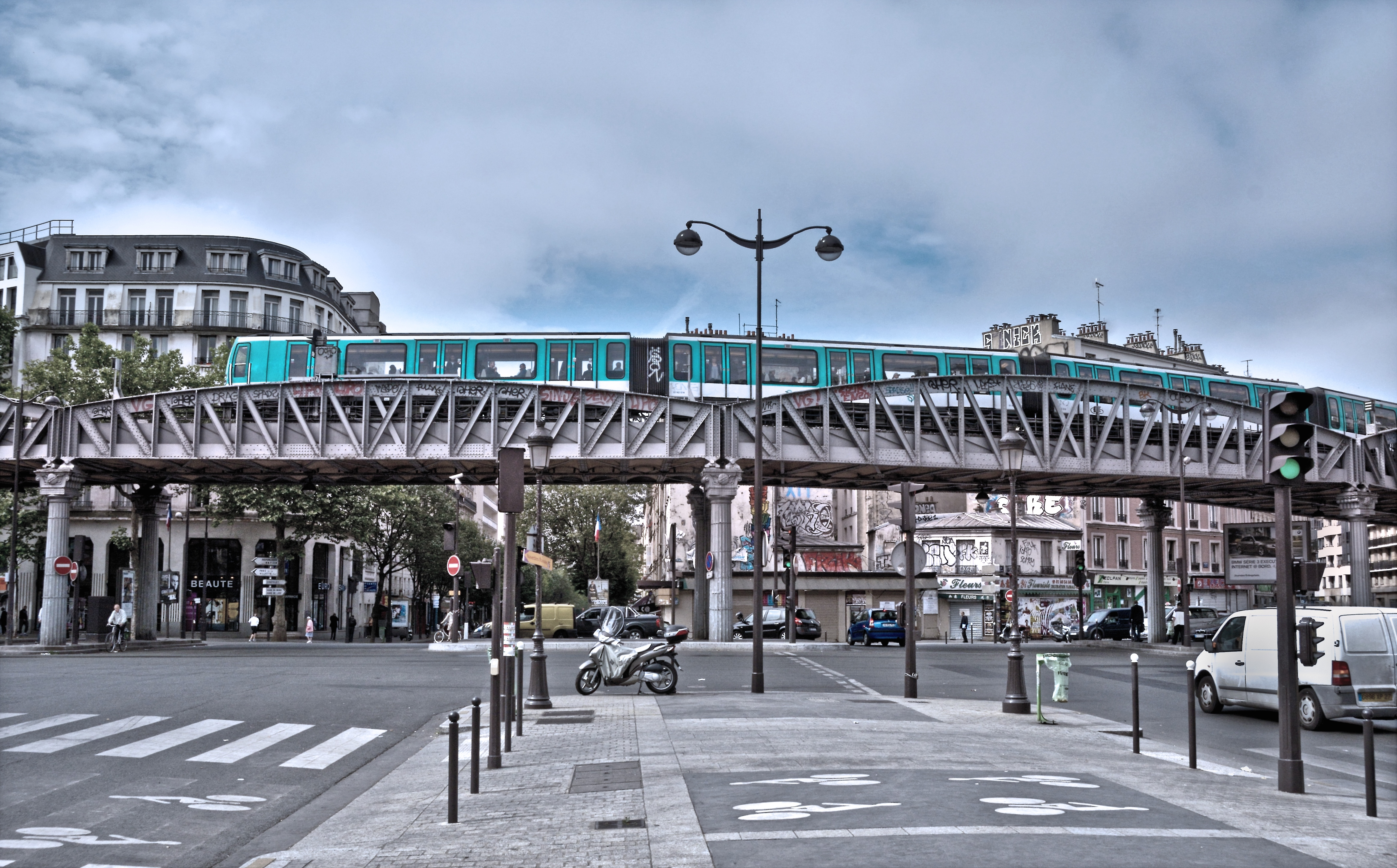
Passage aérien de la ligne 2 vu depuis l'avenue de Flandre.
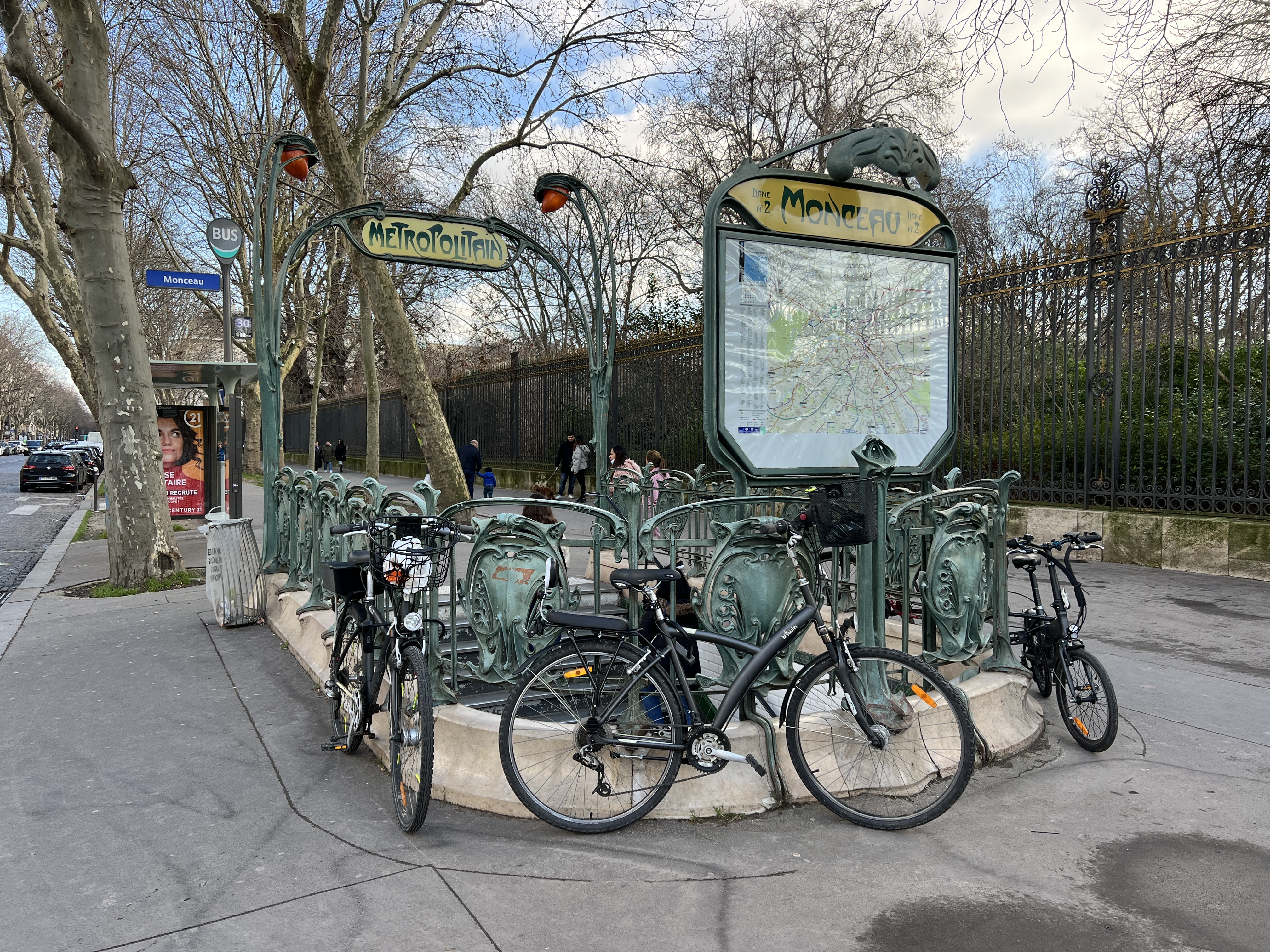
L'édicule Guimard de la station Monceau.
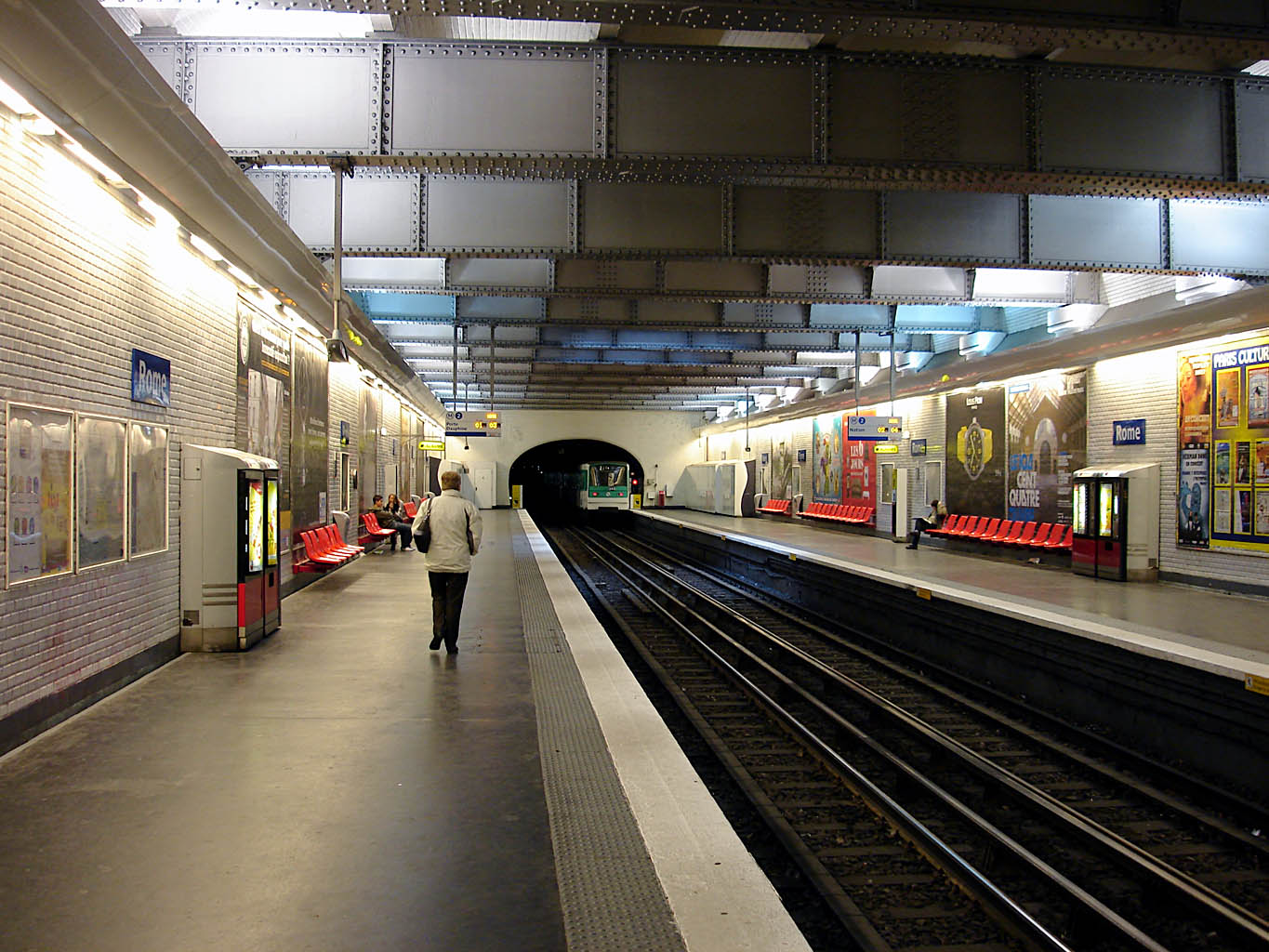
La station Rome en 2008.
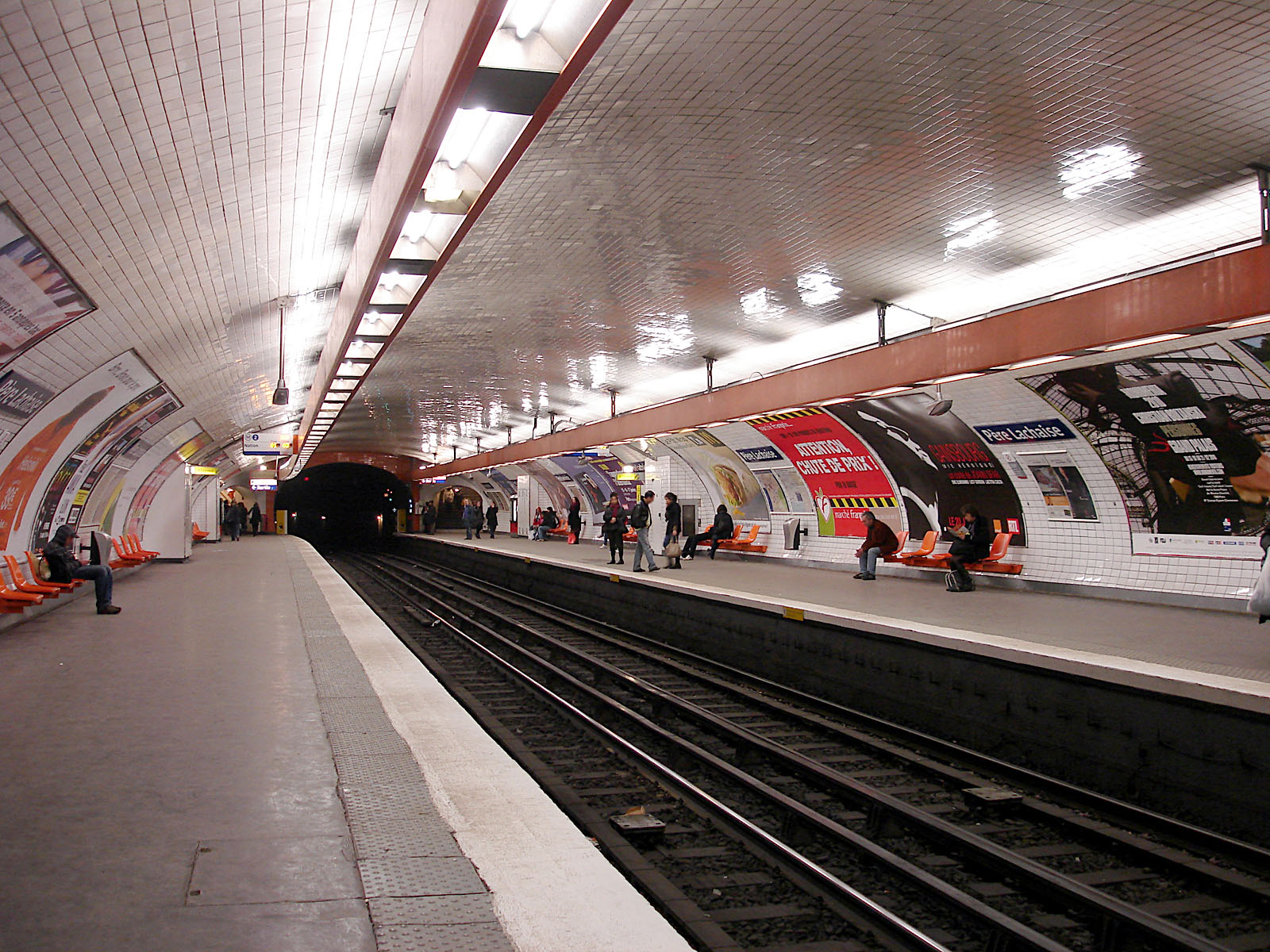
La station Père Lachaise.

### Liste des stations
Les stations de métro de la ligne sont présentées de l'ouest vers l'est :
|  |   |  | Station                    | Coordonnées                 | Communes           | Correspondances                                                 |
|  | - |  | -------------------------- | --------------------------- | ------------------ | --------------------------------------------------------------- |
|  | ■ |  | Porte Dauphine             | 48° 52′ 18″ N, 2° 16′ 36″ E | 16e                | (Avenue Foch, par la voie publique)                             |
|  | • |  | Victor Hugo                | 48° 52′ 11″ N, 2° 17′ 07″ E | 16e                |                                                                 |
|  | • |  | Charles de Gaulle - Étoile | 48° 52′ 28″ N, 2° 17′ 45″ E | 8e, 16e, 17e       | (RER) · (A) · (M) · (1) · (6)                                   |
|  | • |  | Ternes                     | 48° 52′ 41″ N, 2° 17′ 55″ E | 8e, 17e            |                                                                 |
|  | • |  | Courcelles                 | 48° 52′ 46″ N, 2° 18′ 16″ E | 8e, 17e            |                                                                 |
|  | • |  | Monceau                    | 48° 52′ 49″ N, 2° 18′ 31″ E | 8e, 17e            |                                                                 |
|  | • |  | Villiers                   | 48° 52′ 52″ N, 2° 18′ 54″ E | 8e, 17e            | (M) · (3)                                                       |
|  | • |  | Rome                       | 48° 52′ 57″ N, 2° 19′ 19″ E | 8e, 17e            |                                                                 |
|  | • |  | Place de Clichy            | 48° 53′ 02″ N, 2° 19′ 39″ E | 8e, 9e, 17e, 18e   | (M) · (13)                                                      |
|  | • |  | Blanche                    | 48° 53′ 00″ N, 2° 20′ 01″ E | 9e, 18e            |                                                                 |
|  | • |  | Pigalle                    | 48° 52′ 56″ N, 2° 20′ 15″ E | 9e, 18e            | (M) · (12)                                                      |
|  | • |  | Anvers Sacré-Cœur          | 48° 52′ 59″ N, 2° 20′ 41″ E | 9e, 18e            | (par la voie publique)                                          |
|  | • |  | Barbès - Rochechouart      | 48° 53′ 01″ N, 2° 21′ 02″ E | 9e, 10e, 18e       | (M) · (4)                                                       |
|  | • |  | La Chapelle                | 48° 53′ 04″ N, 2° 21′ 37″ E | 10e, 18e           | (Paris-Nord) (Magenta) (Paris-Nord) Grandes lignes (Paris-Nord) |
|  | • |  | Stalingrad                 | 48° 53′ 03″ N, 2° 21′ 57″ E | 10e, 19e           | (M) · (5) · (7)                                                 |
|  | • |  | Jaurès                     | 48° 52′ 54″ N, 2° 22′ 13″ E | 10e, 19e           | (M) · (5) · (7bis)                                              |
|  | • |  | Colonel Fabien             | 48° 52′ 38″ N, 2° 22′ 16″ E | 10e, 19e           |                                                                 |
|  | • |  | Belleville                 | 48° 52′ 19″ N, 2° 22′ 37″ E | 10e, 11e, 19e, 20e | (M) · (11)                                                      |
|  | • |  | Couronnes                  | 48° 52′ 10″ N, 2° 22′ 47″ E | 11e, 20e           |                                                                 |
|  | • |  | Ménilmontant               | 48° 51′ 58″ N, 2° 23′ 01″ E | 11e, 20e           |                                                                 |
|  | • |  | Père Lachaise              | 48° 51′ 47″ N, 2° 23′ 15″ E | 11e, 20e           | (M) · (3)                                                       |
|  | • |  | Philippe Auguste           | 48° 51′ 29″ N, 2° 23′ 27″ E | 11e, 20e           |                                                                 |
|  | • |  | Alexandre Dumas            | 48° 51′ 22″ N, 2° 23′ 42″ E | 11e, 20e           |                                                                 |
|  | • |  | Avron                      | 48° 51′ 07″ N, 2° 23′ 52″ E | 11e, 20e           |                                                                 |
|  | ■ |  | Nation                     | 48° 50′ 54″ N, 2° 23′ 45″ E | 11e, 12e           | (RER) · (A) · (M) · (1) · (6) · (9)                             |

### Intermodalité
La ligne 2 est connectée à presque toutes les autres lignes de métro, sauf les lignes 3 bis, 8, 10 et 14, bien que l'extension de cette dernière la croise en profondeur au niveau de la station Rome. Elle rencontre plusieurs fois les lignes 1, 3, 5 et 6. Elle est en correspondance avec le RER A aux stations Charles de Gaulle-Étoile et Nation, avec les RER B et D via la liaison entre la station La Chapelle et la gare de Paris-Nord, avec le RER C à Porte Dauphine, reliée à la gare de l'avenue Foch et indirectement avec le RER E via la liaison entre Paris-Nord et la gare de Magenta. Elle est aussi nouvellement en correspondance avec une ligne de tramway (T3b) à Porte Dauphine.
À la station Anvers et moyennant un peu de marche, on peut rejoindre le funiculaire de Montmartre.

### Stations ayant changé de nom
Six stations de la ligne 2 ont changé de nom au fil des ans :
- Boulevard Barbès est devenue Barbès - Rochechouart le 15 octobre 1907[38] ;
- Rue d'Allemagne est devenue Jaurès en août 1914[4] ;
- Aubervilliers est devenue Aubervilliers - Boulevard de la Villette le 6 octobre 1942
 puis Stalingrad le 10 février 1946[39] ;
- Combat est devenue Colonel Fabien le 19 août 1945[4] ;
- Rue de Bagnolet est devenue Alexandre Dumas le 13 septembre 1970[4] ;
- Étoile est devenue Charles de Gaulle - Étoile en février 1970[40].

### Stations à thème ou particulières
Trois stations de la ligne possèdent une décoration culturelle thématique originale.
Jaurès possède des parois vitrées ornées de drapeaux français en vitraux dessinés par Jacques-Antoine Ducatez. Elles représentent les révolutionnaires qui entourent l'ancienne prison de la Bastille.
Porte Dauphine possède des quais et couloirs revêtus de briques vernissés, revêtement original du métro avant l'adoption du carreau biseauté de faïence blanche. La station est ornée à son entrée de l'un des rares édicules subsistants de l'architecte de l'Art nouveau Hector Guimard.
Une petite vitrine rend hommage à Victor Hugo dans la station portant son nom, sur le quai direction Nation. Victor Hugo est en fait le nom de deux stations, dont une désaffectée. L'ancienne station est visible par l'entrée ouest de la station actuelle, direction Porte Dauphine. Elle se situe pratiquement dans le prolongement de celle-ci. Parce qu'elle était fortement en courbe, elle a été abandonnée, pour des raisons de sécurité, au profit d'une nouvelle station. Des locaux techniques sont construits sur le quai nord.

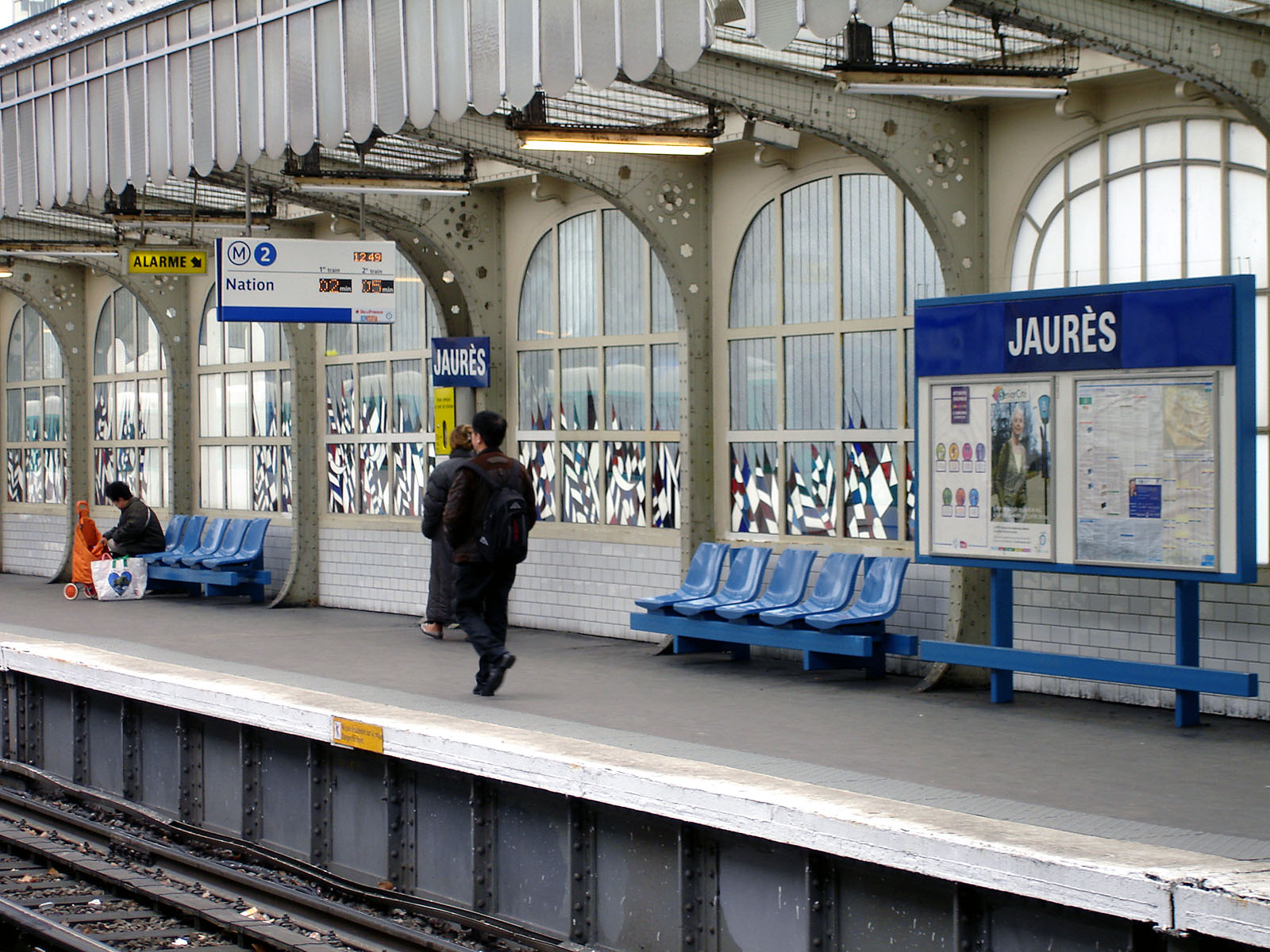
La station Jaurès et ses vitraux représentant des drapeaux français cernant la Bastille.
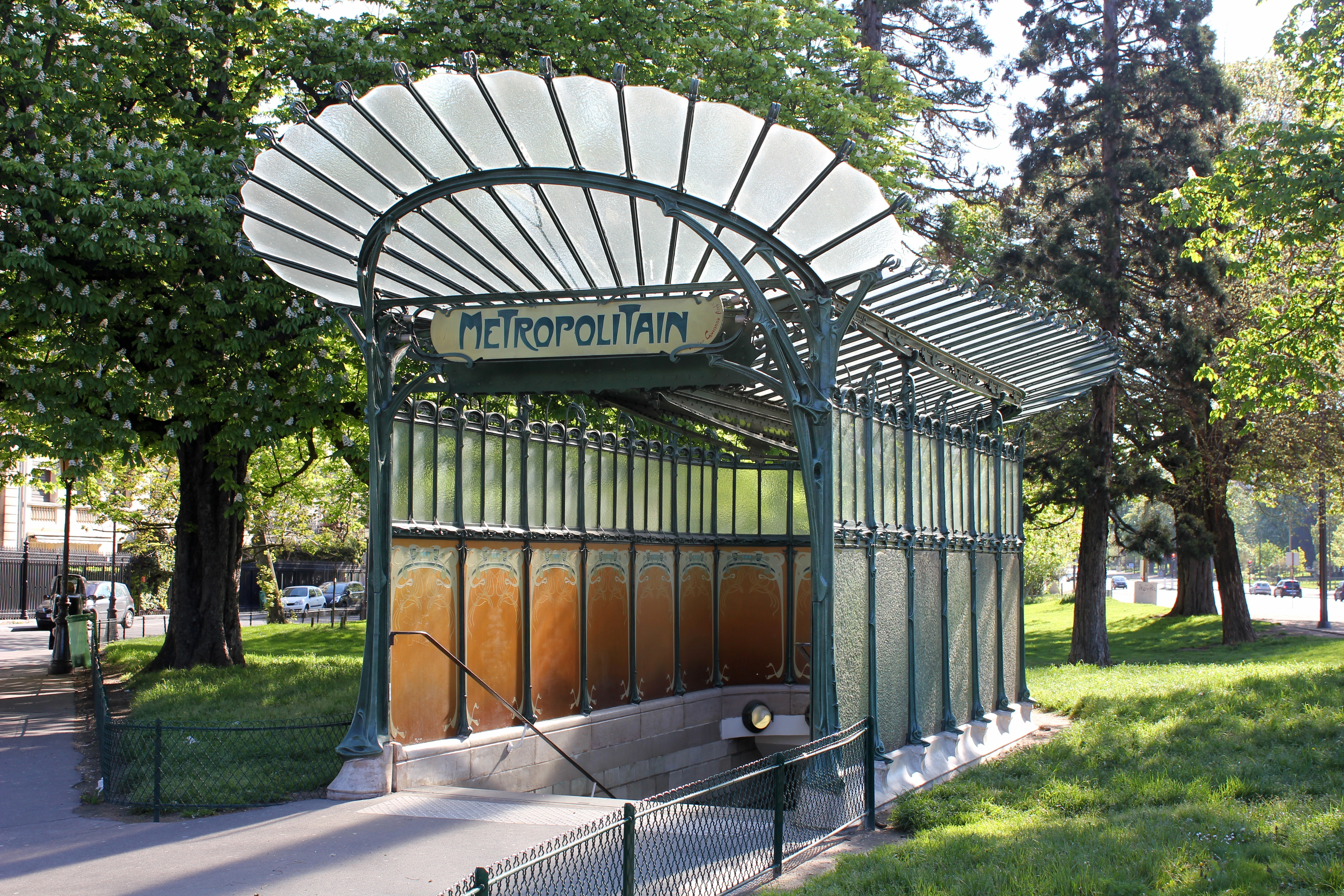
L'entrée de la station Porte Dauphine, ornée d'une « libellule » d'Hector Guimard.
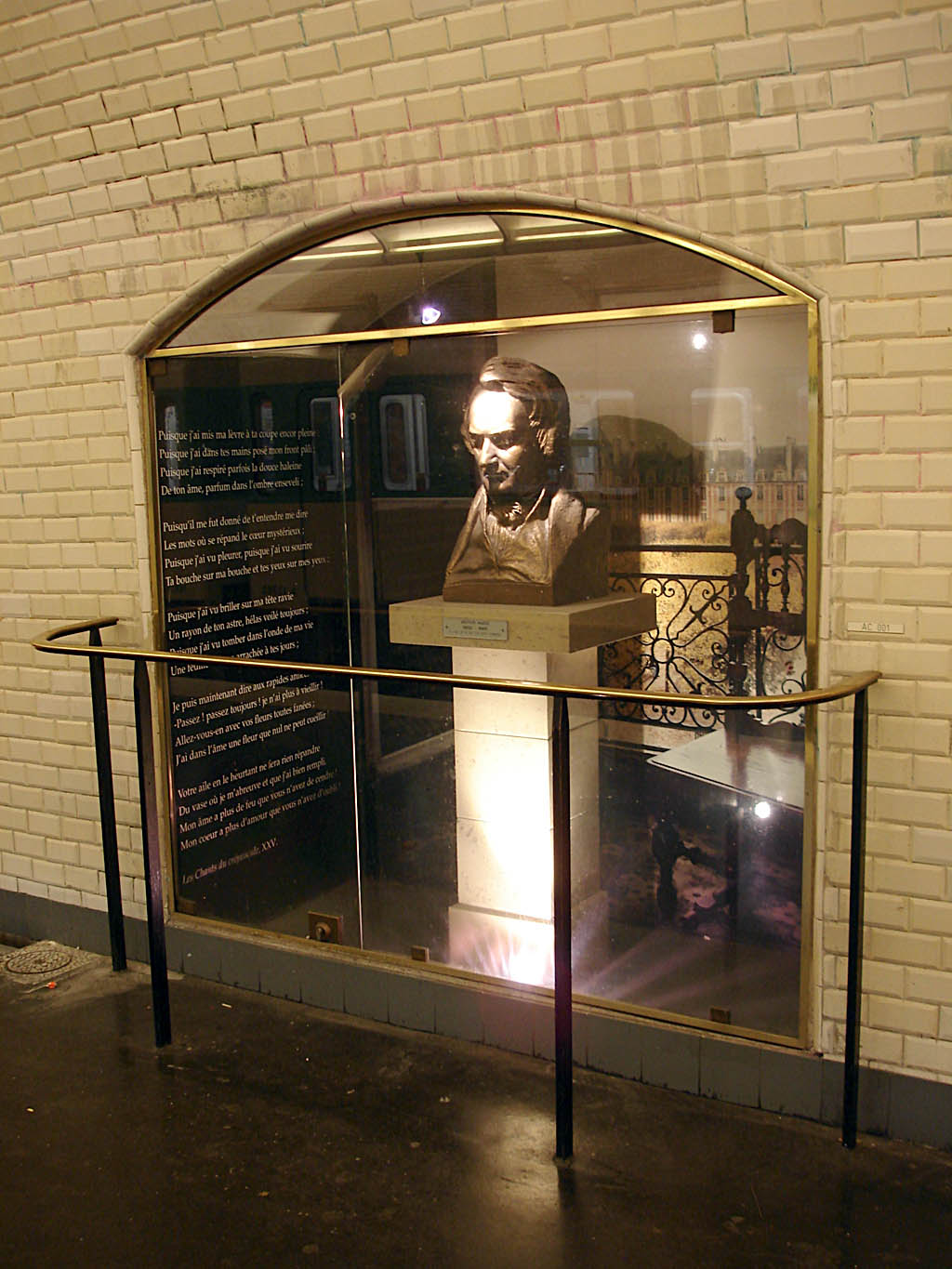
La vitrine consacrée à Victor Hugo.
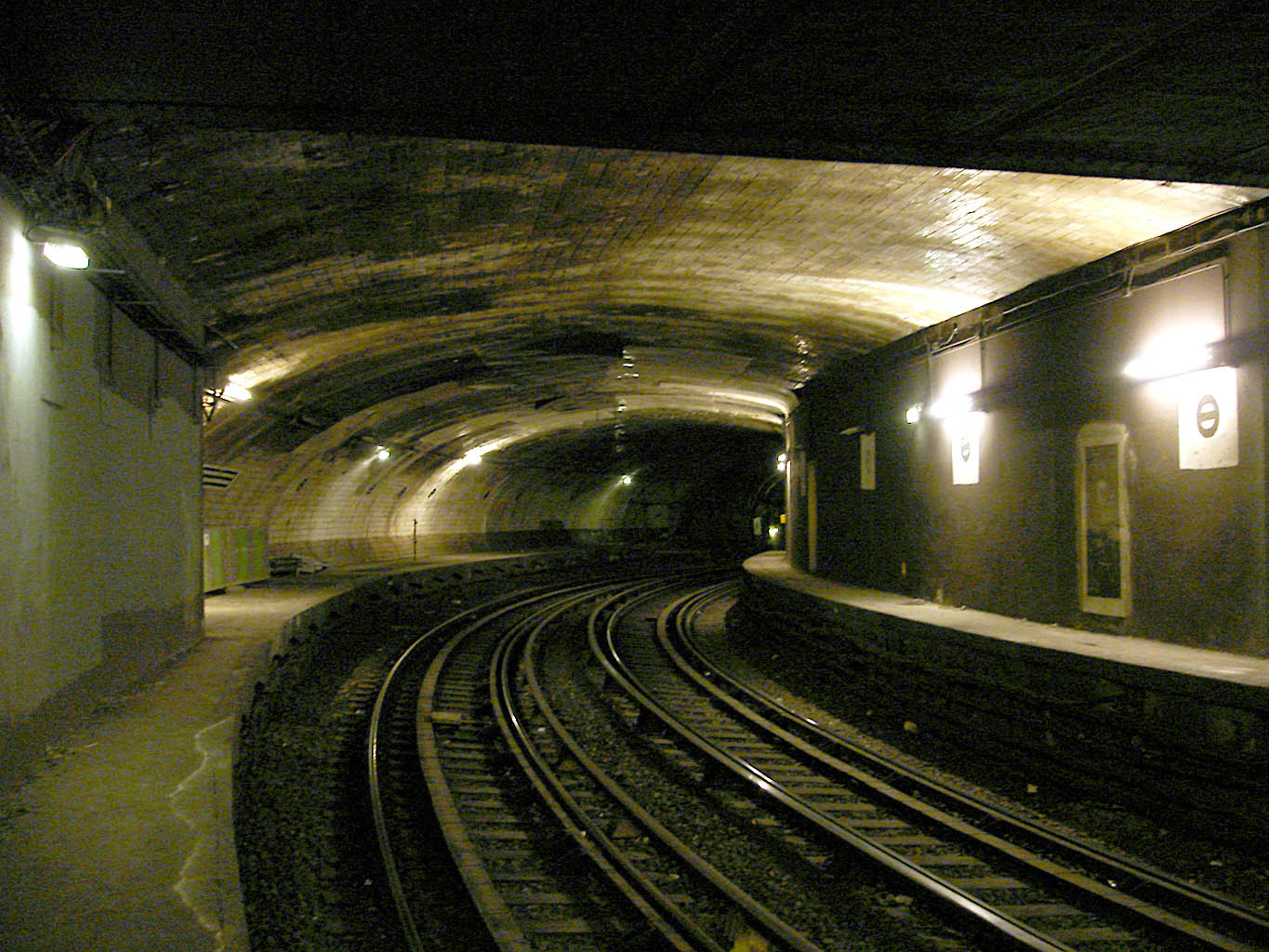
L'ancienne station Victor Hugo, abandonnée à cause de sa trop forte courbe.

### Raccordements

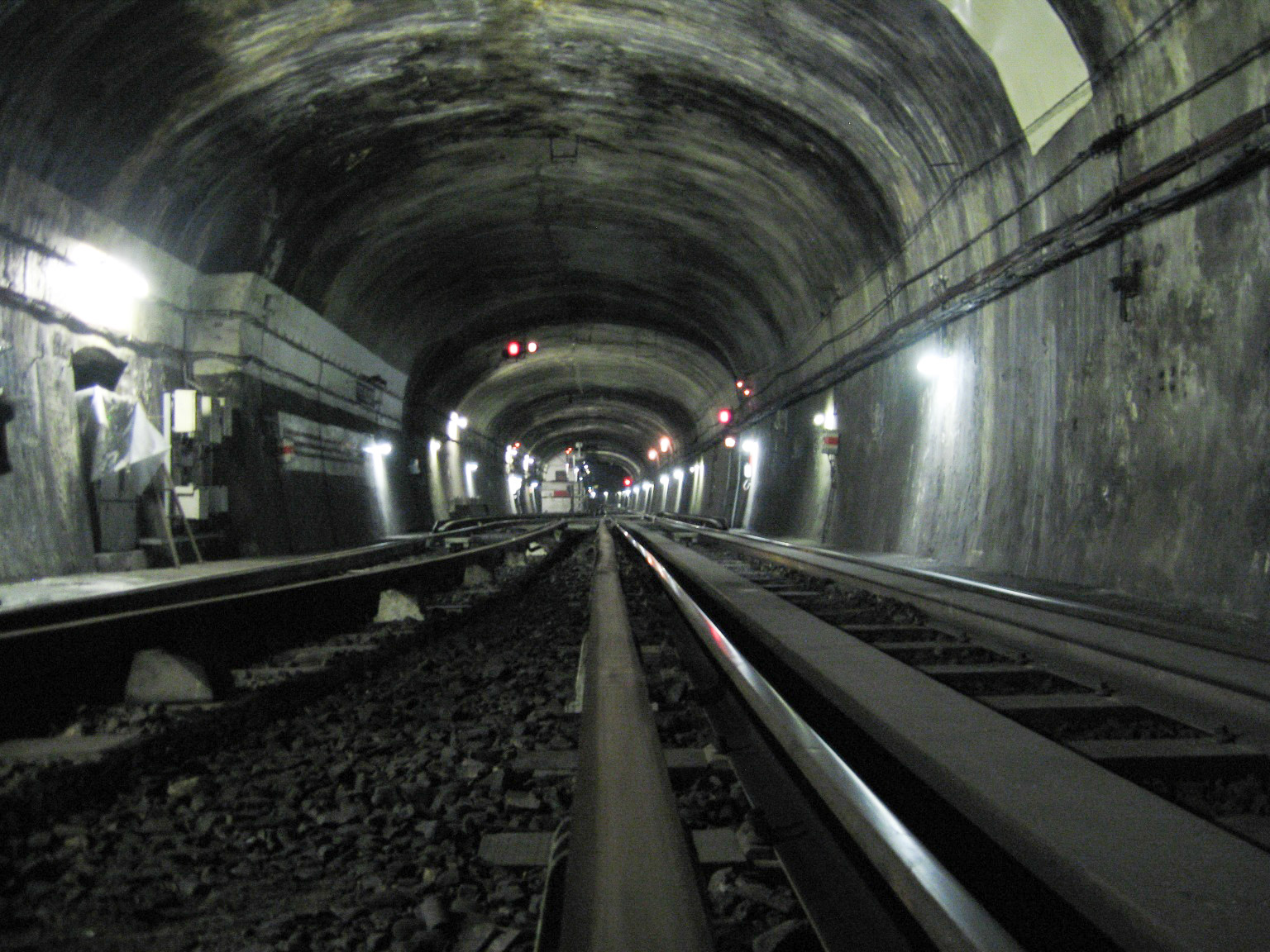
Un des raccordements de la ligne 2 vers l'ancienne station Gare du Nord sur la ligne 5.

La ligne a compté six raccordements avec le reste du réseau:
Trois existent toujours, en allant de l'ouest vers l'est :
- un avec les lignes 4 et 5 à l'entrée de la station Anvers sur la voie direction Nation, en pointe ; ce raccordement est non seulement le plus long du réseau, mais il relie à lui seul trois lignes entre elles ;
- un avec la ligne 3 à la sortie de la station Père Lachaise sur la voie direction Nation, en talon ;
- un avec la ligne 9, en talon à l'entrée du terminus de Nation. Ce raccordement comporte l'amorce de l'ancien raccordement vers le point d'arrêt de la ligne 1. Si ce dernier était toujours opérationnel, une jonction entre les lignes 1 et 9 aurait existé.

Trois raccordements ont existé vers la ligne 1 :
- le premier entre les stations Charles de Gaulle - Étoile et Victor Hugo, sur la voie direction Porte Dauphine. Le tunnel de raccordement existe toujours mais il n'est plus utilisé, la voie ayant été déposée et le tunnel muré. Ce raccordement, en courbe et en rampe prononcées, a été utilisé lors de l'ouverture au public du premier tronçon de cette ligne ; il passe également sous le tunnel de la ligne 6 pendant un court instant ;
- les deux autres raccordements se situaient entre le terminus de Nation de la ligne 2 et la sortie de la station Nation de la ligne 1, direction La Défense, raccordement maintenant muré et aménagé en locaux de service, et entre le faisceau de garage de Nation et Porte de Vincennes, raccordement maintenant muré également ; dans les deux cas les voies ont été déposées.

### Ateliers

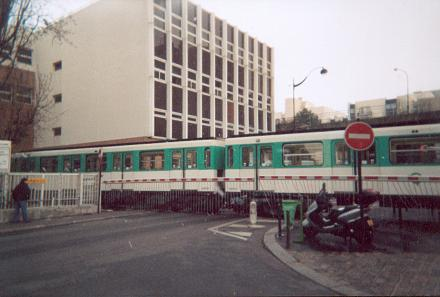
Un MF 67 sur le passage à niveau de la rue de Lagny, en 2003.

Le matériel roulant de la ligne 2 est entretenu par les ateliers de Charonne, partagés à l'origine avec la ligne 1. Ils sont raccordés sur le faisceau de garage à l'est de la station Nation, et avant 2008, via ce faisceau, à la ligne 1 à l'ouest de la station Porte de Vincennes. Ce raccordement présente la particularité de traverser la rue de Lagny par un passage à niveau situé à la sortie des ateliers ; c'est le seul à Paris. Ces ateliers, limitrophes du tracé de la Petite Ceinture, y étaient raccordés par une voie en très forte rampe qui permettait la livraison de matériel. Cette voie a été abandonnée lors du prolongement de la ligne 1 à Vincennes et de l'ouverture de l'atelier de Fontenay, lui-même raccordé à la ligne de Vincennes (devenue un tronçon de la ligne A du RER).
La maintenance lourde et la révision régulière (batteries, bobinages, peintures) du matériel de la ligne 2, comme tous les matériels sur fer du réseau, s'effectuent aux ateliers de Choisy. Ouverts en 1931, ils sont situés dans le 13e arrondissement de Paris à proximité du boulevard périphérique et accessibles via un embranchement de la ligne 7. Ils se décomposent en deux entités distinctes : un atelier de maintenance pour les rames de la ligne 7 (AMT) et un atelier de révision de l'ensemble des rames sur fer du métro. L'ensemble occupe une surface totale d'environ 34 350 m2. Trois cent trente agents sont affectés à cet atelier en 2007.

## Exploitation

### Desserte
En 2008, le parcours complet de la ligne demande 33 minutes en allant vers l’est et 35 minutes en allant vers l’ouest. Comme sur toutes les principales lignes du métro, le premier départ a lieu de la tête de ligne à 5 h 30.
Mais (sauf les dimanches et jours fériés) des circulations anticipées ont lieu. Dans le sens ouest-est, une première circulation est effectuée au départ de Place de Clichy à 5 h 32 et une seconde circulation est effectuée au départ de Charles de Gaulle - Étoile à 5 h 30 qui précèdent de huit et trois minutes la première rame venant de Porte Dauphine. Dans le sens est-ouest, une première circulation est effectuée au départ de Jaurès à 5 h 34 et une seconde circulation est effectuée au départ de Belleville à 5 h 37 qui précèdent de huit et deux minutes la première rame venant de Nation.
Le dernier départ a lieu de Porte Dauphine à 0 h 42 en direction de Nation et à 0 h 40 au départ de Nation en direction de Porte Dauphine. Le dernier départ est fixé à 1 h 42 de chaque terminus les nuits des vendredis aux samedis, des samedis aux dimanches et des veilles de fête aux jours de fête.
L'intervalle moyen entre les rames est de deux à quatre minutes en journée, de cinq à neuf minutes en extrême soirée, de quatre à six minutes le dimanche en journée et de dix minutes les nuits des vendredis aux samedis, des samedis aux dimanches et des veilles de fête aux jours de fête après 0 h 30 (après 1 h 15 les nuits des vendredis aux samedis).

### Matériel roulant
De 1900 à 1904, les rames comprennent deux motrices (une à chaque extrémité), ce qui constitue une nouveauté pour l'époque, car les terminus intermédiaires (comme Étoile puis Anvers) n'ont pas de boucle de demi-tour disponible.

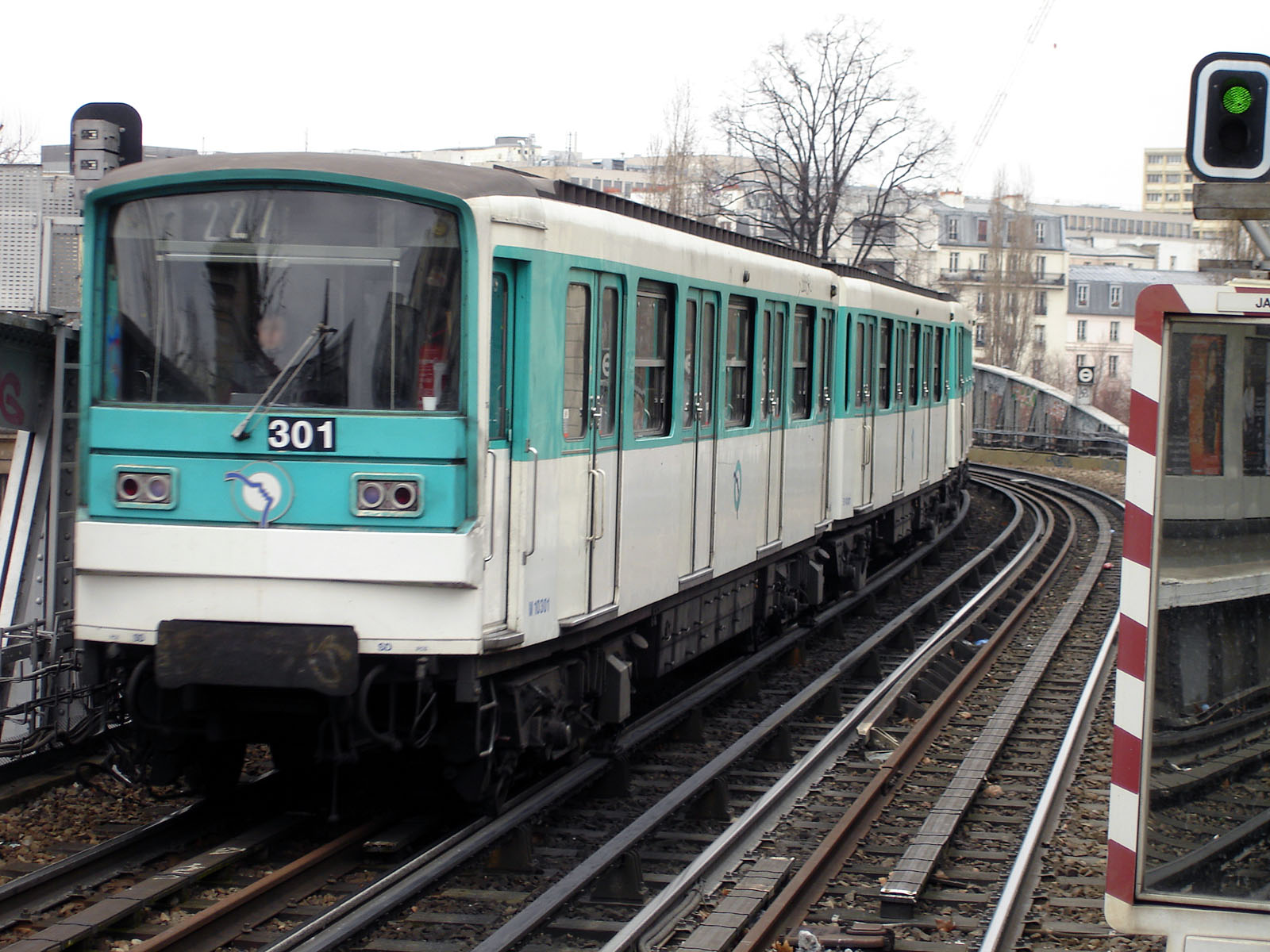
Les rames MF 67 ont équipé la ligne jusqu'en 2011.

À l'origine, la ligne 2 est exploitée à l'aide de huit rames à essieux parallèles de huit voitures dont deux motrices Thomson doubles (une à chaque extrémité) et quatre remorques de seconde classe encadrant deux remorques de première classe, en composition M-B-B-A-A-B-B-M. Une nouvelle série de voitures similaires à celles de la ligne 1 complète ce parc, soit 33 motrices Thomson doubles M 201 à M 233 et une centaine de remorques. Le service Porte Dauphine - Rue de Bagnolet est assuré par treize rames à essieux parallèles de huit voitures, équipées de deux motrices Thomson doubles . Avec le prolongement à Nation, les deux terminus étant alors équipés d'une boucle de retournement, un échange partiel de rames a lieu avec la ligne 1, ce qui permet de faire circuler sur la ligne des rames dotées d'une seule motrice en tête de train. La ligne est alors exploitée avec sept trains de huit voitures et vingt trains de quatre voitures en composition M-B-B-A.
Après la catastrophe de Couronnes, le matériel à essieux parallèles est progressivement remplacé par un matériel ignifugé de type Sprague-Thomson, entièrement métallique, qui est livré à partir de 1908.
La ligne a commencé à être équipée le 2 février 1979 en MF 67 d'abord de série D puis de série E provenant des lignes 8 et 13, elles-mêmes en cours d'équipement en MF 77. Le matériel Sprague-Thomson cesse de circuler en juin 1981 de même que les MF 67 de série D redéployées sur la ligne 12. Le parc va ensuite rester homogène jusqu'en 2006. Le 17 janvier 2007, la rame MF 01 de présérie entre en service sur la ligne 2 en conduite manuelle.
En janvier 2006, la RATP lève une première tranche de quarante-cinq rames de métro MF 01, destinées à la ligne 2 et livrées de 2008 à 2011. La première rame de série entre en service le 11 juin 2008, tandis que la dernière est livrée le 21 mars 2011 puis mise en service le 25 mars.

### Le personnel d'exploitation

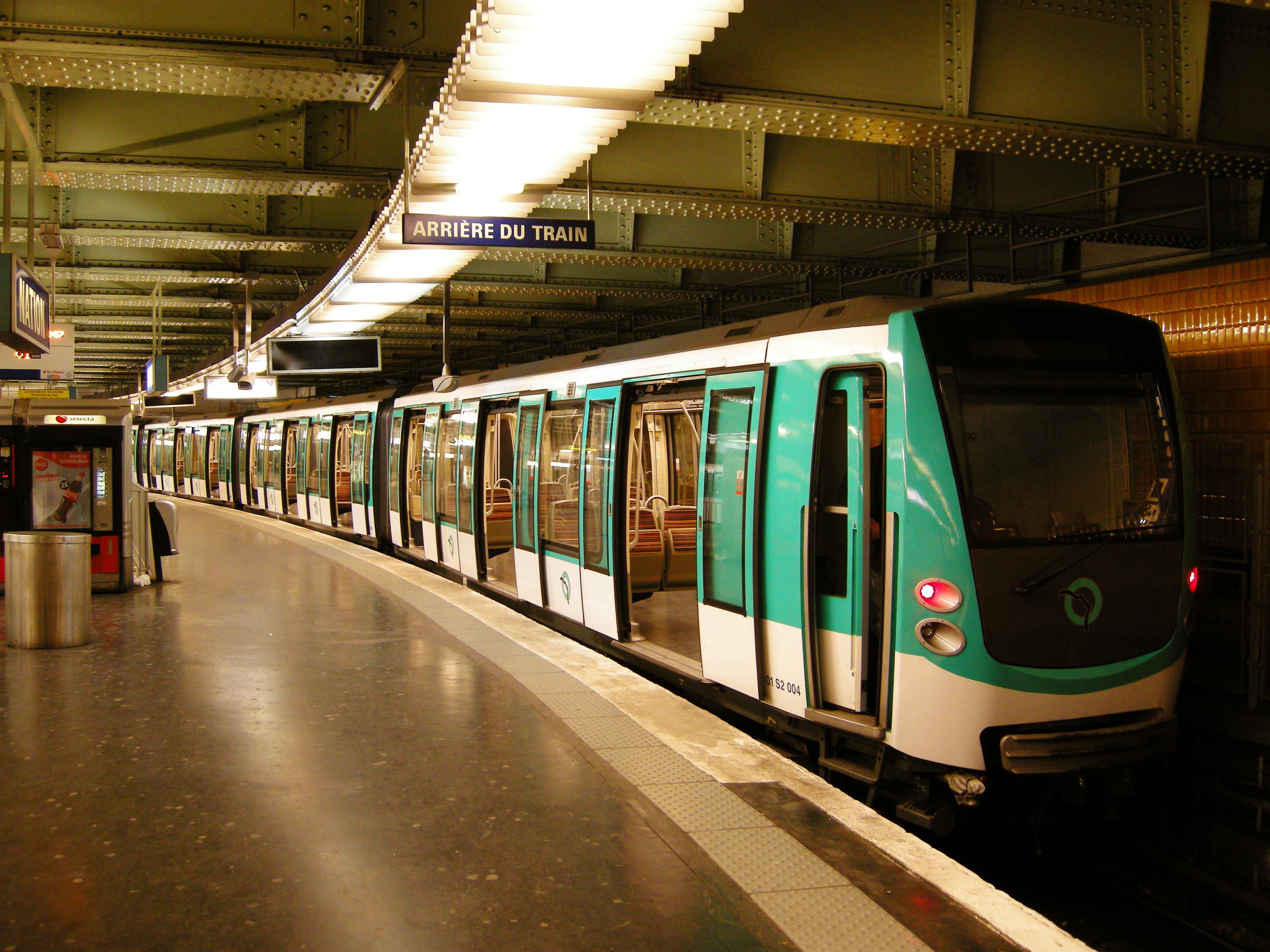
La station terminus Nation en août 2009.

On distingue deux catégories de personnel : les agents en station et les agents de conduite. Les agents de station ont pour mission de tenir la caisse, d'assurer le contrôle des voyageurs ainsi que la gestion des lieux, la vérification des installations et d'autres à définir selon les besoins du service. Quelques agents sont par ailleurs détachés pour la durée du service afin d'assurer les relèves de caisses. Les conducteurs assurent la marche des rames. Le service est assuré sur trois roulements de travail (matin, après-midi, nuit).

### Tarification et financement
La tarification de la ligne est identique à celle en vigueur sur tout le réseau du métro. Un ticket « métro-train-RER », qui remplace le ticket t+ au 1er janvier 2025, permet un trajet simple quelle que soit la distance, avec une ou plusieurs correspondances possibles avec les autres lignes de métro, de Transilien ou de RER pendant une durée maximale de 1 h 30 entre la première et dernière validation. En revanche, un ticket « métro-train-RER » ne permet pas d'emprunter les bus et les tramways, à l'exception des lignes « Tram Express » à titre temporaire.
Le financement du fonctionnement de la ligne (entretien, matériel et charges de personnel) est assuré par l'exploitant. Cependant, les tarifs des billets et abonnements sont limités par choix politique et leur montant ne couvre pas les frais réels de transport. Le manque à gagner est compensé par l'autorité organisatrice, Île-de-France Mobilités, présidée depuis 2005 par le président du conseil régional d'Île-de-France et composé d'élus locaux. Elle définit les conditions générales d'exploitation, ainsi que la durée et la fréquence des services. L'équilibre financier du fonctionnement est assuré par une dotation globale annuelle aux transporteurs de la région grâce au versement mobilité payé par les entreprises et aux contributions des collectivités publiques.

### Trafic
La ligne 2 est une ligne au trafic moyen du réseau parisien. Le nombre total de voyageurs transportés représente un peu plus de la moitié de la fréquentation de la ligne 1 mais le double des lignes 10 et ligne 11.
| Année                              | 1995 | 1996 | 1997 | 1998 | 1999 | 2000 | 2001 | 2002 | 2003 | 2004 | 2009 | 2010  | 2012  | 2014  | 2016  | 2018  | 2019 | 2020 | 2021 | 2022 | 2023 | 2024 |
| Nombre de voyageurs (en millions), | 73,0 | 77,1 | 78,5 | 81,0 | 80,8 | 82,9 | 82,5 | 86,7 | 84,6 | 92,1 | 102  | 103,9 | 103,8 | 105,0 | 102,6 | 109,1 | 102  | 51   | 68   | 87,7 | 92,5 | 91,5 |

Les stations les plus fréquentées desservies par la ligne sont (en trafic annuel, toutes lignes incluses) Belleville (10,93 millions) et Barbès - Rochechouart (9,14 millions). En 1998, le trafic quotidien atteint 266 383 voyageurs en moyenne chaque jour ouvrable, 332 258 le samedi et 130 715 le dimanche. En 2003, le trafic annuel atteint 84 511 249 voyageurs, avec un trafic quotidien de 291 369 voyageurs en moyenne chaque jour ouvrable, 224 523 le samedi et 154 332 le dimanche. En 2009, le trafic annuel atteint 102 millions de voyageurs.

## Tourisme

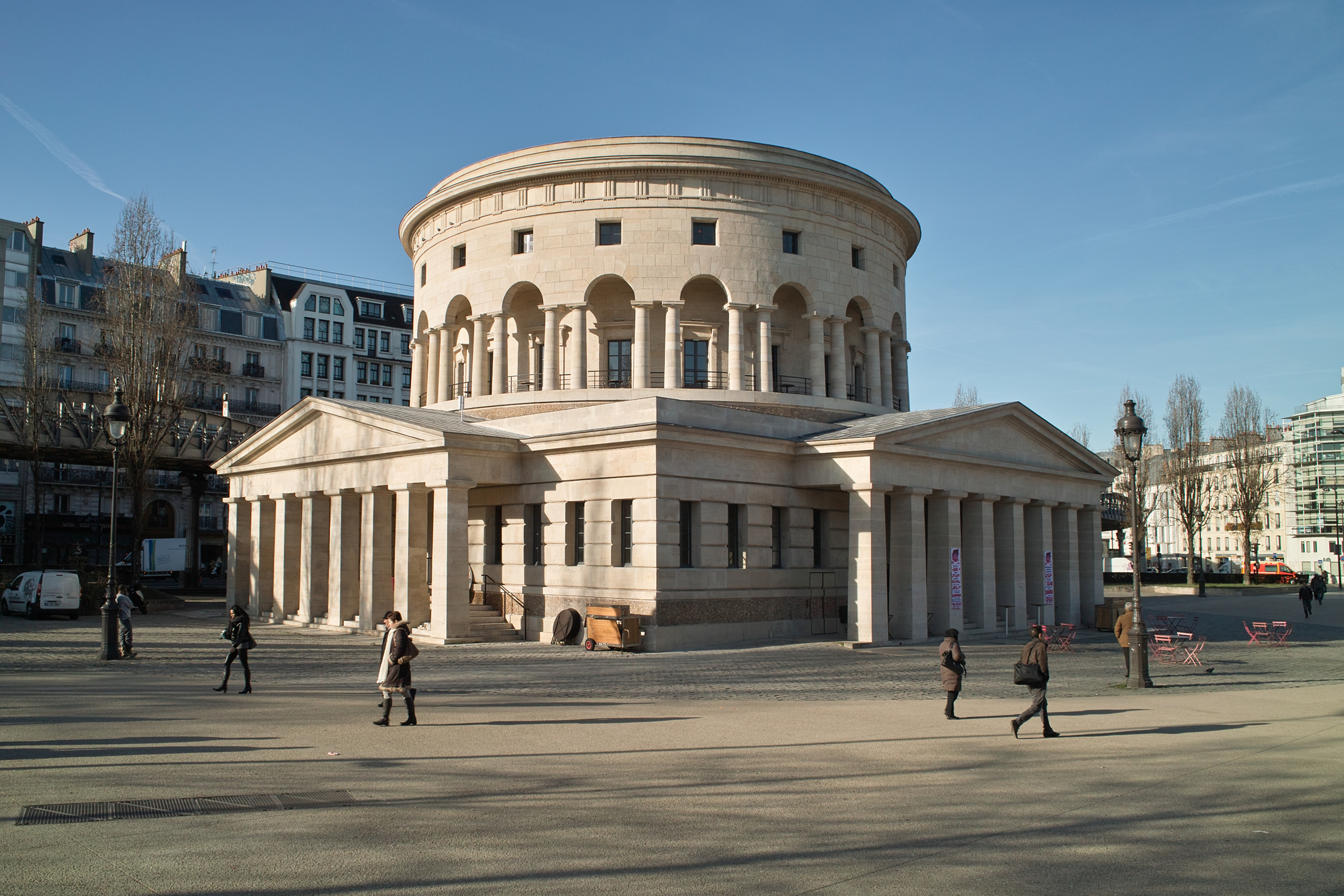
La rotonde de la Villette et sa symétrie.

La ligne 2 offre, tout comme la ligne 6 mais dans une moindre mesure, des points de vue sur Paris grâce à un tronçon aérien entre les stations Anvers et Colonel Fabien. On peut observer les quartiers populaires du nord de la ville, mais également le bassin de la Villette, le canal Saint-Martin et la rotonde de la Villette de l'architecte Claude-Nicolas Ledoux, ainsi que, de loin, la basilique du Sacré-Cœur. Par ailleurs, la ligne possède plusieurs entrées caractéristiques de l'Art nouveau dessinées par Hector Guimard, inscrites à l'inventaire supplémentaire des monuments historiques. Son terminus occidental, Porte Dauphine, conserve une entrée vitrée surnommée « libellule ».
La ligne dessert en outre d'ouest en est plusieurs monuments et quartiers touristiques :
- le bois de Boulogne et l'avenue Foch à la station Porte Dauphine[59] ;
- l'avenue des Champs-Élysées et l'arc de triomphe de l'Étoile à la station Charles de Gaulle - Étoile[60] ;
- la Salle Pleyel à la station Ternes[61] ;
- le parc Monceau à la station Monceau[62] ;
- le cimetière de Montmartre aux stations Place de Clichy et Blanche[63] ;
- le quartier de Pigalle, connu pour le Moulin-Rouge et ses établissements érotiques, aux stations Blanche et Pigalle[64] ;
- la butte Montmartre et la basilique du Sacré-Cœur à la station Anvers[65] ;
- le boulevard Barbès avec le cinéma Le Louxor et ses commerces d'importation à la station Barbès - Rochechouart[66] ;
- le quartier de Belleville et ses commerces asiatiques et exotiques à la station Belleville[67] ;
- le cimetière du Père-Lachaise, connu pour ses sépultures de célébrités, aux stations Père Lachaise et Philippe Auguste[68] ;
- la place de la Nation et les colonnes du trône à la station Nation[69].

## Prolongement envisagé à Suresnes ou Rueil-Malmaison

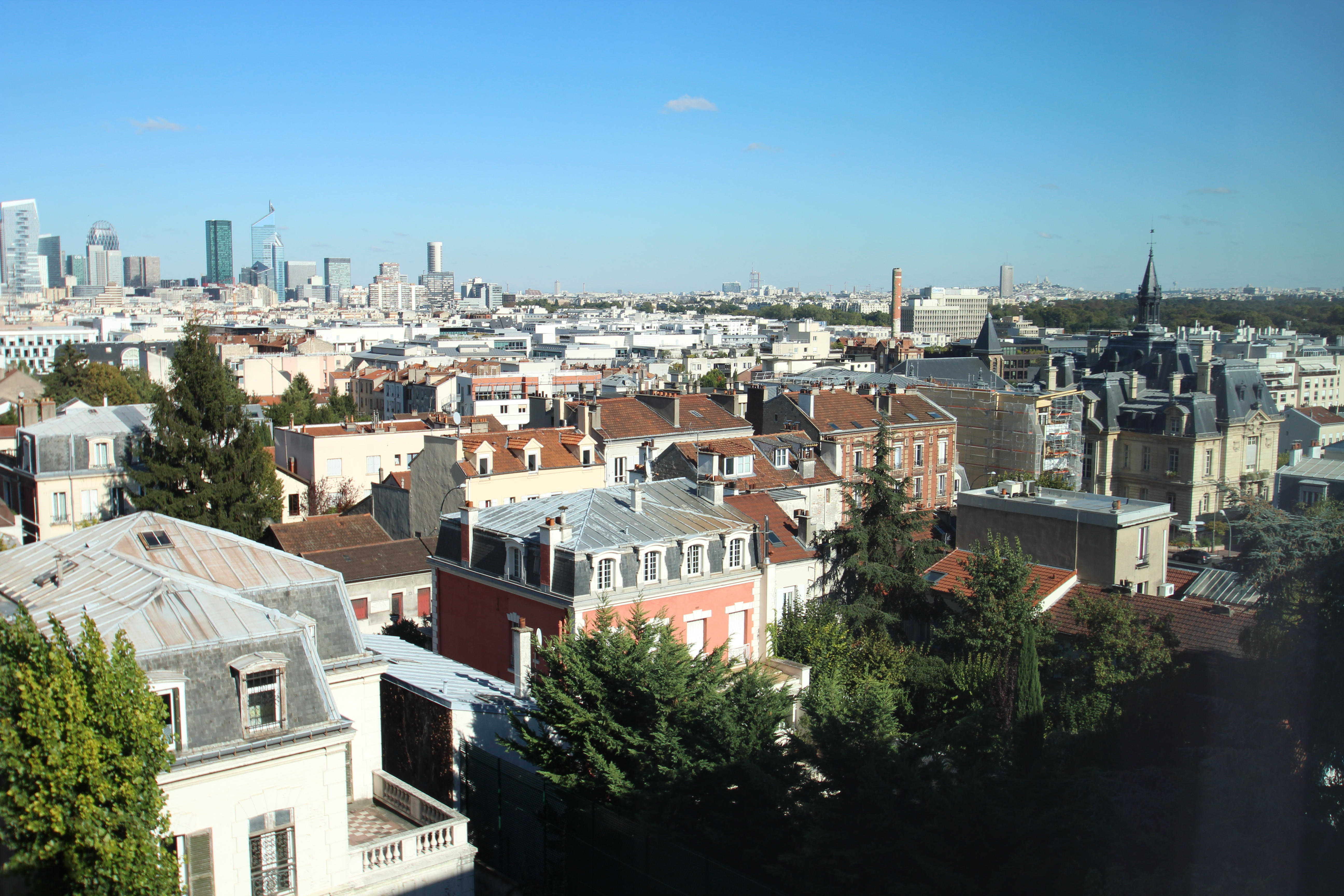
Le centre-ville de Suresnes.

En 2011, la ville de Suresnes demande le prolongement de la ligne 2 depuis Porte Dauphine jusqu'à son centre-ville lors du débat public sur le réseau de transport public du Grand Paris. La proposition de réaliser des études à ce sujet fait partie du projet transports de Valérie Pécresse lors de sa campagne pour les élections régionales de 2015.
Une telle extension nécessiterait un croisement de la ligne C (également souterraine), une traversée de la Seine et du bois de Boulogne qui ne constitue pas un obstacle technique mais socio-économique, traverser un bois pouvant se révéler dissuasif par rapport au coût du kilomètre d'une ligne de métro.
Le prolongement de la ligne jusqu'à la station de la ligne 15 Rueil – Suresnes Mont-Valérien figure en 2024 à l'avant projet de SDRIF-E.